# The Powerpuff Girls
The Powerpuff Girls (conocida en Hispanoamérica como Las chicas superpoderosas y en España como Las supernenas, o también por la sigla PPG) es una serie de animación estadounidense creada por Craig McCracken y emitida originalmente por Cartoon Network. Sus historias de acción-aventura se centran en Blossom, Bubbles y Buttercup, tres niñas de edad preescolar que utilizan sus superpoderes para combatir villanos —en especial a su archienemigo, Mojo Jojo— en la ficticia ciudad de Townsville, Estados Unidos. Viven con su creador, el profesor Utonium, y tras desempeñarse como defensoras regresan a sus ocupaciones como infantes normales. Por ello, el eslogan del programa sintetiza la premisa como «Saving the world before bedtime» («Salvando el mundo antes de la hora de dormir»). Su reparto de voces en inglés cuenta con Cathy Cavadini, Tara Strong y Elizabeth Daily en función de protagonistas, y los actores Tom Kenny, Roger L. Jackson y Tom Kane en roles secundarios.
McCracken inició el proyecto en 1992 con el cortometraje Whoopass Stew! mientras cursaba su segundo año en el programa de animación del Instituto de las Artes de California. Tras el cambio de nombre —de Whoopass a Powerpuff—, Hanna-Barbera produjo dos episodios piloto y los estrenó en el programa What a Cartoon! entre 1995 y 1996. Su debut en formato regular ocurrió el 18 de noviembre de 1998, como la cuarta serie nacida del proyecto World Premiere Toons, y su emisión original finalizó el 25 de marzo de 2005. Comprende un total de 78 episodios (136 segmentos), tres especiales y una precuela cinematográfica estrenada en julio de 2002, titulada The Powerpuff Girls Movie. Pertenece a la antología de los Cartoon Cartoons y suscitó un amplio interés en públicos de varias edades, así como un auge de mercancías basadas en la consigna del «poder femenino», tales como mochilas, juguetes, camisetas y loncheras.
Inspirado por las producciones que disfrutaba de pequeño, McCracken incluyó en The Powerpuff Girls numerosas referencias a la cultura popular y chistes dirigidos al público adulto. Durante su emisión, la serie fue nominada a seis premios Primetime Emmy, nueve Annies y un Kids Choice Award. Sus otros productos derivados incluyen una adaptación al anime, historietas, varias colecciones en DVD y videojuegos. En 2014 se reportó que las ganancias generadas por la franquicia sumaban 2.5 mil millones USD, antes de su expansión con el reinicio The Powerpuff Girls, de 2016. Audiencias y medios especializados han sido positivos al valorarla: comúnmente la exaltan por su representación de los superhéroes, atractivo intergeneracional y enfoque en roles femeninos fuertes, aunque también ha habido críticas en torno a la violencia física que exhiben los episodios y su película. Incluso ha inspirado análisis que le atribuyen un carácter feminista, pero McCracken negó que su intención haya sido otra que encontrar «un buen concepto». En cambio, el reinicio homónimo no contó con su participación ni generó el mismo nivel de aceptación entre los fanes del programa original.
James L. Venable compuso el tema de apertura junto con Thomas Chase y Stephen Rucker, además de haber aportado piezas incidentales de diversos géneros que complementan cada episodio (entre ellos, el techno, el hip hop y el heavy metal). Por su parte, los miembros del grupo escocés Bis fueron responsables de la canción de cierre, la cual está incluida en el álbum Heroes & Villains, el primero de tres compilaciones de música inspirada en el programa.

## Premisa y estilo

Los episodios concluyen con las Powerpuff Girls sobre un fondo de corazones y con las exclamaciones del narrador.

PPG se centra en las aventuras de Blossom, Bubbles y Buttercup (las «Powerpuff Girls»), tres hermanas de edad preescolar que poseen una amplia variedad de superpoderes. El esquema de los episodios suele ser una variación del género de los superhéroes y el tokusatsu, que destaca las habilidades de las protagonistas cuando defienden su ciudad de ataques típicamente perpetrados por asaltantes o monstruos gigantes. En marcos similares, arremeten villanos como Mojo Jojo, quien por lo general implementa robots o armamento destructivo. Las niñas también hacen frente a asuntos relacionados con su desarrollo o la cotidianidad, tales como rivalidades entre sí, dientes flojos, cumplir los quehaceres, ir a la cama temprano, mantener la higiene personal, asistir a la escuela, orinarse en la cama o depender de un objeto que les brinde seguridad. En muchos de estos casos, cuentan con los consejos que les brinda su creador y figura paterna, el profesor Utonium. Además, los episodios contienen referencias a la cultura popular y chistes dirigidos a la audiencia adulta, algo evidente en «Meet the Beat-Alls» (2001), que homenajea al cuarteto musical The Beatles, al igual que utilizan el doble sentido o la insinuación.
La acción se desarrolla principalmente en la ficticia ciudad de Townsville, que está representada como una idílica metrópoli estadounidense. Según el mapa diseñado por el artista Dan Krall, el centro está constituido por múltiples rascacielos y los alrededores comprenden la alcaldía, el banco, el museo de arte, los jardines Bonsái, el parvulario Pokey Oaks, el observatorio de Mojo Jojo —situado en la cima de un volcán inactivo—, la cárcel, el basurero, el supermercado, el bosque de la bestia Fuzzy Lumpkins y el suburbio donde viven las protagonistas. Cada episodio comienza con el narrador (Tom Kenny) presentando el contexto del que parte la aventura, y concluye con este mismo vitoreando a las Powerpuff Girls por sus hazañas.

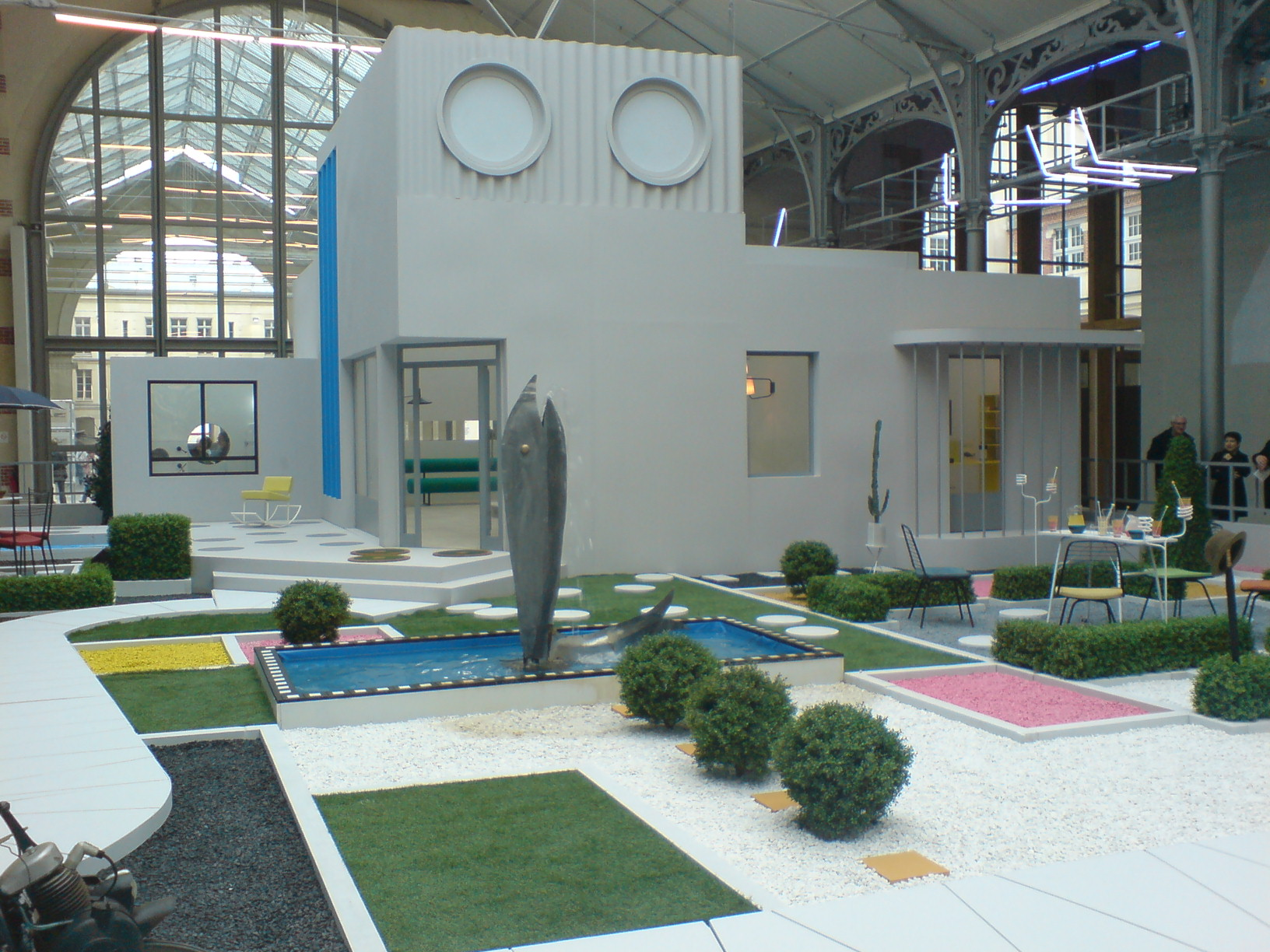
La casa de las protagonistas es similar a la villa Arpel (en la imagen), del filme franco-italiano Mon oncle.

El estilo de la serie es una «amalgama posmoderna de influencias dispares» en la que personajes como las Powerpuff Girls y el profesor Utonium tienen un aspecto geométrico. La dirección de arte presenta a Townsville como una ciudad retrofuturista con elementos «suaves y curvados» tomados de la era atómica del diseño. En su reseña de The Powerpuff Girls Movie, el crítico de cine Bob Longino de The Atlanta Journal-Constitution opinó que los «intrincados» escenarios «emanan el dinamismo futurista» de las obras de David Hockney. Por su parte, Daniel Wineman de The New York Times describió la estética general de la serie como una «dosis alegre» de «pop retro y diseños kitsch con colores vibrantes». También asoció el diseño de las protagonistas con el arte de Margaret Keane y las mascotas de la compañía Sanrio, y comparó a los villanos con los que figuran en los seriales de Dick Tracy. El dibujante Ben Sargent, en un ensayo recogido en el libro The Education of a Comics Artist (2005), observó que la imagen de los personajes se contrapone a sus personalidades, con Blossom, Bubbles y Buttercup representadas como «lindos duendecitos» que combaten poderosamente contra el crimen. Además, señaló que el delineado de los dibujos es «grueso y pesado», estilo que los hace «saltar» a la vista cuando se hace zapeo.
Otros elementos comunes en la serie son los emblemas de corazones y la violencia como acto recurrente contra los malhechores, algo que ejemplifica la yuxtaposición de lo lindo y lo fuerte que le gustaba a su creador, Craig McCracken. Él ha declarado que la influencia del anime en el programa fue ínfima y se refleja mayormente en las secuencias de acción, contrario a quienes han descrito a The Powerpuff Girls como un homenaje a ese estilo de animación. En cambio, las creaciones de United Productions of America (UPA), Hanna-Barbera y Jay Ward influyeron en lo relativo al diseño y la escritura. McCracken también ha citado el estilo camp de la serie Batman de 1966 y el impacto que esta tuvo en su vida como uno de los pilares de su creación. Más aún, la oficina del alcalde de Townsville es casi idéntica a la del comisionado Gordon en dicha versión televisiva de la famosa historieta. Entre sus otros referentes están las series animadas Underdog y The Rocky and Bullwinkle Show, las cuales tienen un narrador similar al de PPG.

## Historia

### Origen y desarrollo

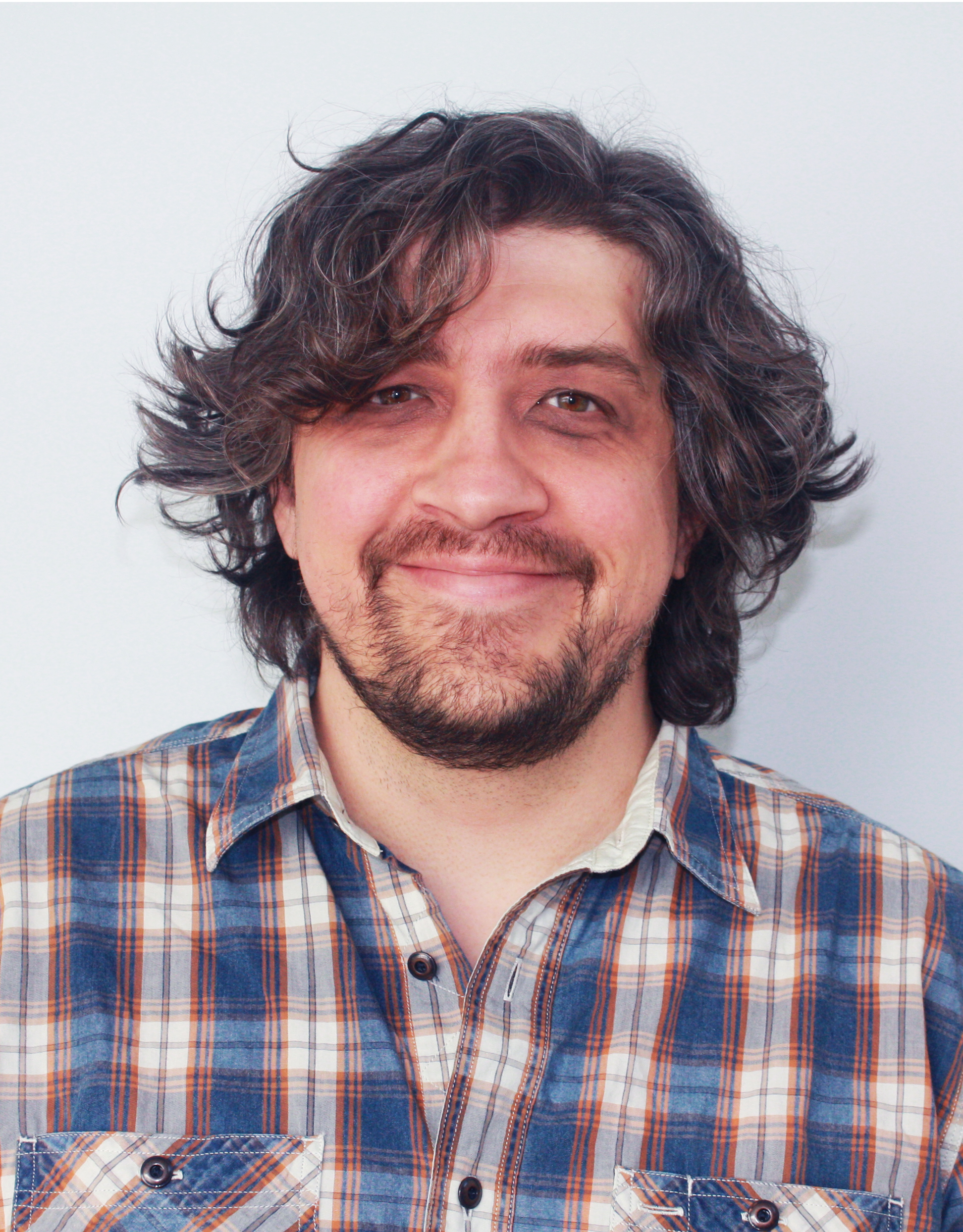
Craig McCracken (fotografiado en 2012) dibujó la primera versión de las Powerpuff Girls cuando era estudiante de animación en CalArts.

En 1991, Craig McCracken cursaba su segundo año en el Instituto de las Artes de California (o CalArts) y había producido una serie de cortometrajes centrados en un personaje llamado No Neck Joe, experiencia que marcó su debut en la animación independiente. En aquel año también improvisó la imagen de tres niñas sobre un pedazo de cartulina a modo de tarjeta de cumpleaños para su hermano. Estas pequeñas de ojos grandes y aspecto de muñeca sentaron la base de su corto Whoopass Stew! The Whoopass Girls in: A Sticky Situation (1992), por lo que también desechó la idea de producir una animación protagonizada por un luchador mexicano llamado «el Fuego». McCracken, un aficionado a las historias de superhéroes, las caracterizó con una actitud violenta que contrastaba con sus apariencias inocentes, lo que también resultó en la desemejanza con otros exponentes de la misma categoría. Inicialmente buscó animar cuatro cortos de las Whoopass Girls —como llamó al trío—, pero solo pudo realizar uno; su tercera idea provisional, «Monkey See, Doggie Do», se materializó varios años después como episodio televisivo. Por otro lado, sus cortos se exhibieron en distintas ediciones del Festival de animación de Spike y Mike, con lo que logró impulsar su carrera en la animación.
McCracken ofreció su creación a los ejecutivos de Nickelodeon para producir una serie animada, pero estos creyeron que la temática de acción y superhéroes significaría un desvío en el curso creativo del canal. Más tarde, con ayuda de su amigo Paul Rudish, consiguió trabajo en los estudios de Hanna-Barbera, donde se enteró de un proyecto que buscaba ideas nuevas que pudieran desarrollarse. Aquello era una iniciativa liderada por Fred Seibert, quien pretendía incubar contenido original para la señal de Cartoon Network —que hasta entonces solo retransmitía caricaturas de la «era dorada» de la animación estadounidense— y en el proceso encontrar «al próximo Bugs Bunny o Pato Lucas». En 1993, mientras McCracken ejercía como director de arte en 2 Stupid Dogs, el canal seleccionó el corto de las Whoopass Girls como una de sus posibles series animadas a producir. La palabra Whoopass no trascendió la etapa de desarrollo, pues suponía un impedimento para comercializar el programa por contener la palabra ass («trasero»). Luego de barajar diversas alternativas —algunas sugeridas por amigos de McCracken—, se escogió el título The Powerpuff Girls y el proyecto se integró al programa What a Cartoon!, donde Cartoon Network compilaba sus nuevos cortometrajes. Si bien el concepto principal seguía siendo el mismo, el agente que daba vida a las protagonistas, «the can of whoopass», fue reemplazado por uno más ambiguo: «chemical X» («químico X»). La nueva animación de McCracken, The Powerpuff Girls in: Meat Fuzzy Lumpkins, se estrenó durante el especial World Premiere Toon-In el 20 de febrero de 1995. Empero, Dexter's Laboratory —el proyecto de su excompañero de CalArts, Genndy Tartakovsky— obtuvo más votos de la audiencia que los demás pilotos presentados en el mismo espacio, por lo que su producción comenzó primero. Aunado a ello, la opinión de los ejecutivos sobre The Powerpuff Girls cambió cuando la exhibieron ante una audiencia de prueba, como lo contó McCracken en el año 2000:

Fui a un grupo focal con niños de once años [...] y estuve en una sala con todos los presidentes, empresarios y figuras influyentes de Hanna-Barbera, donde lo reprodujeron [el corto]. Y los niños lo destrozaron por completo; dijeron que era lo peor que habían visto en sus vidas. Uno de ellos se levantó y dijo: “¡Quienquiera que hizo esta caricatura debería ser despedido!” [...] Sabía que podía no gustarles, pero no pensé que lo despreciarían, y eso de algún modo causó que Hanna-Barbera y Cartoon Network pensaran dos veces si quizá este era el [proyecto] indicado para lanzar su programación original.

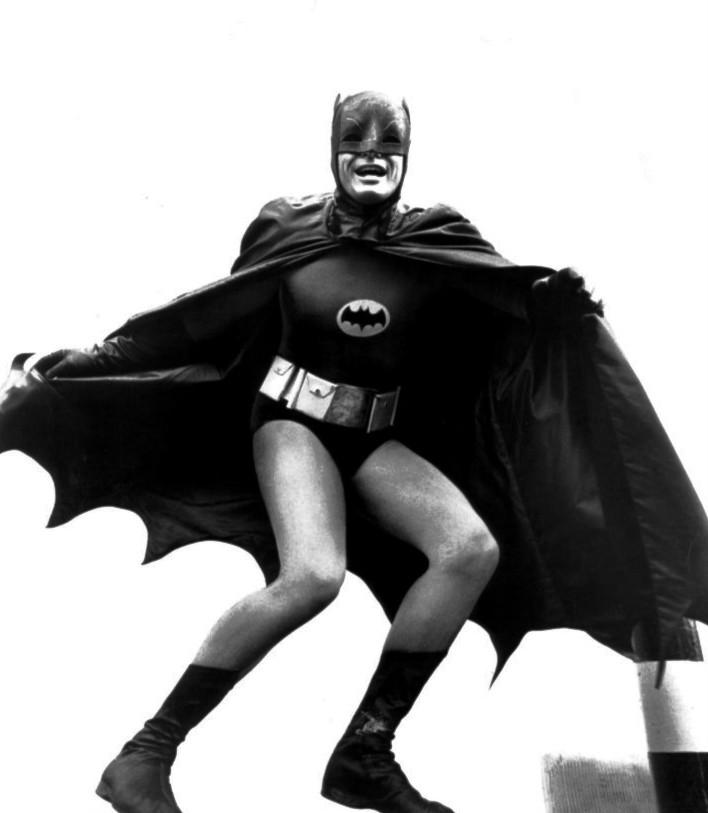
La serie Batman de 1966, protagonizada por Adam West (en la imagen), fue una de las inspiraciones de McCracken en su carrera como animador y en The Powerpuff Girls.

Dexter's Laboratory, Johnny Bravo y Cow and Chicken se convirtieron en las primeras series animadas originales de Cartoon Network. McCracken trabajó en la primera como guionista gráfico y sus habilidades resultaron de inmenso agrado para la ejecutiva Linda Simensky, quien junto con Mike Lazzo le brindó la oportunidad de producir otro corto de The Powerpuff Girls. Lazzo, en particular, lo convenció de no comprometer las peculiaridades de su creación debido a los malos resultados de un sondeo entre niños que quizás solo querían gustar de lo que habían visto. McCracken aprovechó la experiencia adquirida en Dexter's Laboratory para mejorar varios aspectos, especialmente en lo referente a caracterizaciones. Fue así como le dio personalidad al villano Mojo Jojo, al que describió como «mentalmente, tres escalones encima de los humanos», pero su baja estatura —en oposición a su ventaja evolutiva— causa gran parte de su frustración y odio hacia la especie. La primera vez que este personaje tuvo diálogos fue cuando debieron hacerse audiciones; de pequeño, McCracken había leído The Super Dictionary de DC Comics, cuyas oraciones reiterantes inspiraron el patrón de habla que tiene Mojo. También reparó en que la audiencia necesitaría conocer mejor a las protagonistas, así que ideó diferencias más evidentes entre ellas. Ulteriormente dijo: «Cuando hice los primeros cortos, estaba más concentrado en conceptos extraños que en desarrollar personajes. Ese fue mi mayor error». En relación con este período, el autor David Perlmutter afirma que las similitudes estilísticas entre The Powerpuff Girls y Dexter's Laboratory son el resultado de la colaboración que ocurrió entre sus creadores. El segundo piloto, Crime 101, se estrenó a principios de 1996 como parte de What a Cartoon!. En vista de las mejoras en el concepto y el diversificado grupo de personajes, Cartoon Network le dio total aprobación al aplazado proyecto.

### Producción
La serie entró en producción con su creador al mando, a la vez que Dexter's Laboratory alcanzaba el episodio 52 y su equipo de realizadores se integraba al de The Powerpuff Girls (incluido Tartakovsky como productor supervisor y codirector). Dado el interés del público en los pilotos, el estreno se efectuó el 18 de noviembre de 1998. Simensky dijo: «Cada vez que hablaba en una escuela, la gente quería saber cuándo salía el programa. Esa fue una señal definitiva». La serie se mantuvo como la más vista en la programación original de Cartoon Network, entre grupos demográficos que abarcaban a niños, adolescentes y adultos. En octubre de 2000, el canal atribuyó su liderazgo entre otras señales de cable a la emisión de la serie en horario estelar, y su vicepresidente ejecutivo de aquel entonces, Tim Hall, declaró que esta les había generado los índices de audiencia más altos de su historia. Asimismo, según datos de Nielsen Media Research publicados ese año, el programa alcanzó un promedio de 1.9 millones de televidentes y acaparaba la atención de los hogares durante la tarde de los viernes. Se estimó que el 30 % de su público tenía más de veinte años, y el diario San Francisco Chronicle la destacó como «la caricatura de moda para adultos» en la primavera de 2001. Además, hasta 2002 se afirmaba que la franquicia había generado mil millones USD a través de mercancías. McCracken insistió en que el estilo de los productos se apegara al de su idea original (pequeñas con superpoderes en lugar de «íconos del pop»), pues observó que la extensa mercadotecnia que surgió de su obra predominaba para las niñas. Respecto al éxito del programa, expresó en octubre de 2000: «Pensé que [PPG] llegaría a Cartoon Network, los universitarios la verían y habría algunas camisetas regadas por la escena rave o en las tiendas de discos. Pero no tenía idea de que [su popularidad] despegaría hasta este punto».
Cartoon Network respaldaba que el programa exhibiera violencia y el uso de armas de fuego. Sobre esto, McCracken afirmó: «Ellos entienden que al menos tenemos que hacer que los villanos luzcan ruines para que los héroes salven el día, de modo que parezca real y justificado». Solo rechazaban ideas que excedían este aspecto; un episodio en particular no se produjo porque habría mostrado a las Powerpuff Girls deteniendo las balas que Fuzzy Lumpkins disparaba hacia Townsville con su escopeta. El ente que originalmente era una personificación del Diablo terminó convertido en Him, «un completo homenaje al Blue Meanie de Yellow Submarine» cuya identidad vaga se debe a que tampoco se admitían alusiones religiosas de ningún tipo. McCracken mencionó que la intención de los guionistas no era depender de las referencias culturales o confundir a los niños cuando un gag iba dirigido al espectador adulto. En cambio, los episodios se hacían con base en la identidad de los personajes, contrario a hacer que el humor paródico dictara sus acciones, o al tomar cuestiones típicas de la niñez (como el temor a la oscuridad) para complementarlas con la temática de superhéroes. De igual modo, aunque al final pueda haber moralejas sobre ser buena persona, la serie se hacía primeramente con el propósito de entretener, o incluso para que un adulto pudiera disfrutarla tanto como un niño. Para escribir un episodio se hacían «sesiones de historia» en las que se deliberaban distintas ideas que luego compondrían un resumen de tres o cuatro páginas. McCracken, quien supervisaba estas sesiones y alentaba la experimentación entre su equipo, hacía los cambios que consideraba necesarios posteriormente.
| «Si estás diseñando un programa de televisión que parece una película de Disney y lo envías de ultramar a Corea para ser animado en solo un par de semanas, volverá y se verá realmente crudo. Lo que esperarías de ese estilo de diseño no lo obtendrás en calidad de animación. No coincide con las limitaciones de producción. Diseñamos el programa simple, muy simple, para que un estudio en el extranjero pueda reproducir ese aspecto rápidamente, pero que aún así se vea bien»—Craig McCracken sobre el estilo visual de The Powerpuff Girls (2009). |

Todo el material de diseños, guiones gráficos y actuaciones de voz se enviaba a los estudios Rough Draft en Corea del Sur, donde se hacían las labores de producción. En el caso de esta y otras series animadas, tal proceso no se llevaba a cabo en Estados Unidos porque suponía una alta inversión económica. En términos de preproducción, los guiones gráficos (llamados storyboards en inglés) son aquellos que cuentan la historia general de un episodio y, a modo de historieta, ejemplifican planos que más tarde se usan en la fase de animación. Los dibujos definitivos se fotografiaban encima de los escenarios creados por el diseñador de producción o artista de fondos, todos realizados manualmente en el procedimiento tradicional. Asimismo, los animadores usaban hojas de referencia que mostraban un conjunto de especificaciones sobre los personajes, en favor de mantenerse dentro del modelo aprobado y conservar un estilo uniforme a lo largo de la serie, algo especialmente útil al manipular diseños que iban a figurar en un solo episodio. Por ejemplo, el arquetipo de las Powerpuff Girls pautaba que entre sus ojos no hubiera demasiada separación, que tuvieran líneas del flequillo curvas en lugar de rectas y cabezas ovaladas, no redondas.
El proceso de posproducción incluía la corrección de los dibujos en cels (láminas de celuloide transparentes) y la composición de la banda sonora. James L. Venable, Thomas Chase y Stephen Rucker son los autores del tema de apertura, «The Powerpuff Girls (Main Theme)», que contiene una muestra acelerada de la batería de «Funky Drummer», ejecutada originalmente por Clyde Stubblefield. Venable también compuso alrededor de quinientos minutos de música incidental para los episodios, tanto con orquestas como con métodos no tradicionales, y caracterizó el estilo musical de la serie con una variedad de géneros que incluye big-beat techno (en especial durante las peleas), hip hop y heavy metal. Mark Mothersbaugh grabó una maqueta para McCracken con la intención de obtener el puesto de compositor, pero esta colaboración inicial no se cumplió porque el creador temía que Mothersbaugh no pudiera dedicarse a tal labor durante todo el tiempo que el programa estaría al aire. Sin embargo, Mothersbaugh y su compañero Bob Casale de Devo produjeron el primer álbum basado en The Powerpuff Girls, Heroes & Villains, del año 2000. Por otro lado, la banda escocesa Bis escribió e interpretó la canción de cierre, «The Powerpuff Girls (End Theme)», cuyos versos son básicamente una descripción de los personajes principales. McCracken comentó que se sintió atraído por el estilo «lindo, pero con mucho carácter» de la agrupación tras escuchar un casete de su repertorio; además, consideró que su música tenía ciertas similitudes con su caricatura. Bis tuvo una semana para entregar el tema, según la vocalista Amanda MacKinnon, y el resultado —aunque le pareció «cursi» a los mismos integrantes— complació al equipo detrás del programa.
Cuando la serie llegó a su quinta temporada, luego de que Warner Bros. absorbió por completo a Hanna-Barbera, McCracken la dejó para abocarse a su nueva creación, Foster's Home for Imaginary Friends, y Chris Savino quedó a cargo de la producción ejecutiva. Para este tiempo, el equipo principal de The Powerpuff Girls se había trasladado a Cartoon Network Studios (en Burbank, California), donde también se produjo su precuela cinematográfica, The Powerpuff Girls Movie (el primer proyecto del canal destinado al cine). Las últimas temporadas pasaron a verse más nítidas y brillantes que las primeras (el resultado de haber digitalizado el método de producción), mientras que los episodios exploraban conceptos más elaborados. Uno de ellos, «See Me, Feel Me, Gnomey», es una ópera rock que jamás se transmitió en Estados Unidos porque algunos de sus elementos —como edificios destruidos y vigas confundibles con cruces— parecían hacer «declaraciones religiosas y políticas controvertidas». Fuera de esto, fue incluido en el recopilatorio en DVD de 2009 y en plataformas como la de Netflix. Según Atlanta Magazine en 2002, el costo de producción de esta y otras series de Cartoon Network destinadas al horario estelar oscilaba entre los 400 000 y 600 000 USD por episodio. A la larga se produjo un total de 78 episodios (136 segmentos) y la emisión original finalizó el 25 de marzo de 2005. Cartoon Network planteó realizar una séptima temporada, pero McCracken y Savino opinaron que la serie ya había cumplido un curso. En palabras del creador:

Cuando haces un programa que es sobre salvar el día cada semana y tienes que servirle a esa historia, se vuelve complicado e intentas no repetir lo que ya has hecho. Con cada idea que se nos ocurría, decíamos: “Ya hicimos esto, ya hicimos aquello, o ya abordamos ese concepto aquí” [...] Además, yo estaba desarrollando Foster's y quería contar historias más simples [...] mientras que con Powerpuff no podías hacer eso.

## Personajes
De acuerdo con la secuencia de apertura de cada episodio, el profesor Utonium obtuvo a las Powerpuff Girls —Blossom, Bubbles y Buttercup— en su intento de crear a la «niña perfecta» con una mezcla de «azúcar, especias y todo lo bueno» (en inglés: «sugar, spice and everything nice»). Con todo, la adición accidental del misterioso «químico X» resultó en estas tres pequeñas que poseen un variado conjunto de superpoderes, tales como superfuerza, ojos que disparan láser, visión microscópica y la capacidad de volar a velocidades extremas. En el concepto original, el elemento imprevisto era una «lata de whoopass» («a can of whoopass»), que alude a la tendencia de las protagonistas a «patear muchos traseros». La alcaldía de Townsville se encarga de llamarlas a través de una línea telefónica especial —o Powerpuff Hotline— cuando las circunstancias requieren de semejante ímpetu. Además de desempeñarse como defensoras, las Powerpuff Girls reciben educación como niñas normales en el parvulario Pokey Oaks. Sus edades están comprendidas entre los cinco y seis años y cada una presume de cualidades intelectuales distintas: Blossom, por ejemplo, sabe hablar chino.

Siluetas de las Powerpuff Girls: Bubbles (azul), Blossom (rosa) y Buttercup (verde).

Las tres niñas tienen cabezas ovaladas y ojos anormalmente grandes que están inspirados en el arte de Margaret Keane. Carecen de dedos, nariz, orejas y cuello, y sus piernas —por instrucciones de Craig McCracken— se asemejan a «medias llenas de arena mojada». El creador prefería que esta imagen más bien simbolizara a los niños reales, tal como «Mickey Mouse no luce como un ratón, pero representa a uno», por lo que siempre descartó sus intentos de sumarles otros detalles. Asimismo, la esencia de este diseño implicaba mayor expresividad, dinamismo y flexibilidad en la animación. Julián Gorodischer, del diario argentino Página/12, observó que la falta de definición en sus cuerpos las vuelve diferentes a los superhéroes convencionales al concederles un matiz de aparente indefensión. Las tres normalmente usan vestidos que combinan los colores de sus ojos con una raya negra, así como medias blancas y calzado Mary Jane. Se diferencian entre sí de la siguiente manera:
- Blossom es la líder autoproclamada del equipo,[127] admiradora de los roles femeninos en la sociedad.[128] Su color característico es el rosa y el ingrediente predominante en su personalidad es «todo lo bueno», como lo sugiere la combinación de estos elementos en la secuencia de apertura.[129] Luce una larga cabellera pelirroja a modo de capa y un gran moño rojo representativo de una corona.[42][130] Es la miembro más metódica y sensata del trío, aunque a veces su carácter es demasiado imperativo o arrogante.[127] En palabras de McCracken, «es como una Girl Scout» en su misión de hacer lo correcto, «quien descifra todo y le gusta mantener el control».[131] Su superpoder especial es el «aliento de hielo», como lo establece el episodio «Ice Sore» (1999).[132]
- Bubbles, la rubia con colitas, es la más «suave y dulce» de las tres, en virtud de su buen humor y afinidad con la naturaleza.[122][125] El color azul la caracteriza y el ingrediente que define su personalidad es el azúcar.[129] A menudo se le estima como la más infantil y vulnerable, aunque debajo de esta fachada es en realidad «enérgica y decidida a hacer las cosas bien».[127] Goza de una gran imaginación y a veces elige mediar con actos de amabilidad, como lo ilustra el episodio «Three Girls and a Monster» (2000).[32] Según McCracken, «es la más inocente y muchas veces preferiría estar jugando, coloreando o haciendo lo que hacen las niñas pequeñas [...] así que es la más pura».[131] Además, domina el español, puede comunicarse con los animales y su superpoder especial es emitir ondas supersónicas.[123][133]
- Buttercup es la más dura del trío y quien toma decisiones espontáneas; el sitio web de Cartoon Network la califica como una tomboy (o alguien que no exhibe rasgos típicamente femeninos).[125] Su ceño casi siempre fruncido y resistencia a mostrar su lado sensible crean un contraste con la postura alegre de sus hermanas.[122] Las especias definen su personalidad, el color verde la representa y su cabello negro con estilo bob no tiene arreglos.[42][129] Posee un fuerte temperamento, por lo que su modo de proceder es usualmente el más impulsivo o frenético, y en ocasiones manifiesta una actitud revoltosa.[108][122][134] McCracken indicó que Buttercup «no quiere resolver los crímenes. Ella solo quiere castigar a la gente que ha hecho mal».[131] Es la única Powerpuff Girl que no tiene un superpoder especial, según el episodio «Nuthin' Special» (2005).[135]

| «Siempre he sido un gran fan de los monos en general, porque son buenos en cualquier forma de entretenimiento en que los pongas [...] Quería tener un villano multifuncional que pudiera ser el némesis principal; que fuese un poco tonto, disparatado o realmente perverso si se requiriese. [Mojo Jojo] era un dibujo que hice en la universidad, de un mono malvado que usaba una gran cúpula de cristal sobre su cabeza para proteger su cerebro»—Craig McCracken (2000). |

Los enemigos de las Powerpuff Girls son el chimpancé Mojo Jojo, el demonio andrógino Him, los pandilleros de The Gangreen Gang (Ace, Snake, Arturo, Grubber y Big Billy), la pequeña millonaria Princess Morbucks, la mujer fatal Sedusa, la bestia territorial Fuzzy Lumpkins, el trío de amebas ineficaces para el crimen (Bossman, Junior y Slim) y las contrapartes masculinas conocidas como The Rowdyruff Boys (Butch, Brick y Boomer). Mojo es quien revela un rencor mucho más personal contra ellas, puesto que alguna vez fue el encariñado asistente del profesor Utonium y la verdadera razón por la que este derramó el «químico X» en el compuesto original. Durante el mismo incidente sufrió una mutación que lo convirtió en el espécimen superdotado que es, y su prominente cerebro es patente de ello. Siendo malo desde entonces, en su guarida almacena todo tipo de armas letales con las que planea eliminar a las protagonistas. McCracken dijo que este adversario está inspirado en Dr. Gori —de la serie de tokusatsu japonesa Spectreman— y que su modo de hablar imita el doblaje estadounidense del anime Speed Racer. Roger L. Jackson, quien le da voz al simio, lo definió como «la sombra de las Powerpuff Girls», pues los cuatro surgieron de la misma circunstancia y están «íntimamente asociados» al profesor. Al margen de su villanía, Mojo también obedece a los propósitos cómicos del programa y a veces se dedica a rutinas cotidianas normales, como comprar comida en lugar de robarla. La biblia del programa (publicada en el sitio web Turner Info) lo describe como «una de las mentes criminales más siniestras de la historia», mientras que otros villanos caen en categorías como «malvado» (Him), «demente» (Fuzzy Lumpkins), «estúpido» (los chicos ameba) o «megalómano».
Como apoyo a las protagonistas están su creador (que a su vez actúa como figura paterna), el narrador (que suele añadir interjecciones cómicas), la maestra Keane del parvulario, el alcalde de Townsville y su asistente, Sara Bellum (cuyo rostro jamás se ve en pantalla, a diferencia de su voluptuosa figura y cabellera rojiza). Se puede observar que los personajes masculinos son tontos o excéntricos en su mayoría, mientras que las mujeres constituyen roles más equilibrados, algo que McCracken consideró producto de haber crecido en un entorno donde las presencias femeninas eran sus modelos a seguir. Un ejemplo de esto es el alcalde, un «zoquete incompetente» que deja todo deber en las capacidades de Bellum, quien está representada como «la típica asistente sexi», pero es en realidad «la persona más inteligente de la ciudad». El profesor Utonium evolucionó del «científico espeluznante» de Whoopass Stew! a alguien con quien las Powerpuff Girls pueden identificarse, de modo que afianza el nexo padre-hijas. Se trata de un ingeniero genético organizado, puntual y con «gustos de los años 1950», que a menudo fuma con una pipa y permanece en soltería por tener mala suerte con las mujeres. Aunque es la principal figura positiva en la vida de las chicas, McCracken lo definió una vez como un hombre «un tanto extraño».

## Emisión

The Powerpuff Girls fue la cuarta serie de Cartoon Network desarrollada en el proyecto World Premiere Toons. Producciones como esta componían la antología de los Cartoon Cartoons y eran las destacadas del canal.

The Powerpuff Girls debutó en Estados Unidos la noche del 18 de noviembre de 1998. Se convirtió en la cuarta serie animada original de Cartoon Network en provenir del proyecto World Premiere Toons, del que anteriormente habían surgido Dexter's Laboratory, Johnny Bravo y Cow and Chicken. El estreno de episodios solía ocupar un lugar en el bloque de programación estelar Cartoon Cartoon Fridays, que se emitía cada viernes de 7 a 11 p. m. EST. Este espacio también se aprovechaba para promocionar las funciones del sitio web del canal, como el The Powerpuff Popularity Contest, que brindaba contenidos sobre Blossom, Bubbles y Buttercup mediante un código de acceso previamente televisado, aunado a la posibilidad de definir cuál de ellas era la predilecta de la audiencia. El canal también emitió maratones de la serie como truco publicitario y en sinergia con contenidos en línea, incluso internacionalmente, además de haberle asignado un lugar en el bloque Toonami, donde presentaba programas de acción-aventura como Dragon Ball Z y Sailor Moon.
La serie, número uno en la programación de Cartoon Network, reunía a una amplia audiencia de diferentes edades. Los niños de dos a once años eran sus principales espectadores, de los cuales el 56 % eran varones, mientras que también produjo un aumento de adolescentes en un 66 %. Uno de sus momentos álgidos fue el tercer trimestre del año 2000, cuando ayudó a elevar a Cartoon Network al número uno de la televisión por cable en Estados Unidos y 2.2 millones de hogares la habían sintonizado en una sola edición de septiembre, lo que equivalía a un 3.4 % de la audiencia completa. «Papathon», el maratón del Día del padre de 2001, con siete horas de The Powerpuff Girls, aumentó en un 92 % la audiencia clave del canal, con 418 000 niños adicionales de entre nueve y catorce años.
El renacimiento de la animación estadounidense tuvo lugar en la década de 1990, a raíz del próspero alcance de la televisión por cable y la consecuente oleada de series animadas en horario estelar. Programas como PPG, Space Ghost Coast to Coast, The Simpsons y Ren & Stimpy son exponentes de ese período, en el que Cartoon Network estuvo a la vanguardia con su diversa línea de series originales o «Cartoon Cartoons», de acuerdo con Hal Erickson en la enciclopedia Television Cartoon Shows (2005). Con la expansión que el canal logró hacia finales de 2000, The Powerpuff Girls se veía en 145 países alrededor del mundo, incluidos los que conforman Europa y América Latina.
Según un reportaje de Daphne Gordon para The Toronto Star, 35 millones de personas la veían semanalmente en todo el mundo a mediados de 2002, destacando su éxito en Australia, México y Japón. La serie gozaba de transmisiones todas las semanas en Cartoon Network y Kids' WB en Estados Unidos, además de espacios en señales de habla hispana con bloques dedicados al público infantil, tales como el de Telefe en Argentina, Megavisión en Chile, Caracol Televisión en Colombia, Canal 4 en Costa Rica, Canal 12 en El Salvador, Telecinco en España, Canal 5 en México, RPC TV en Panamá y RCTV en Venezuela. Asimismo, ha estado disponible en plataformas como Max, Prime Video, Hulu y Google Play, ya sea para su compra, renta o transmisión en línea.
| Temporada        | Temporada | Episodios | Segmentos | Emisión original        | Emisión original         |
| Temporada        | Temporada | Episodios | Segmentos | Inicio                  | Final                    |
| ---------------- | --------- | --------- | --------- | ----------------------- | ------------------------ |
|                  | 1         | 13        | 24        | 18 de noviembre de 1998 | 27 de mayo de 1999       |
|                  | 2         | 13        | 26        | 25 de junio de 1999     | 30 de junio de 2000      |
|                  | 3         | 12        | 22        | 28 de julio de 2000     | 12 de septiembre de 2001 |
|                  | 4         | 11        | 12        | 14 de abril de 2001     | 13 de diciembre de 2002  |
|                  | 5         | 14        | 25        | 5 de septiembre de 2003 | 9 de abril de 2004       |
|                  | 6         | 15        | 27        | 16 de abril de 2004     | 25 de marzo de 2005      |
| Fuente: TV Guide |           |           |           |                         |                          |

### Especiales
La serie tiene tres episodios especiales que se produjeron con años de diferencia entre sí. El primero es «'Twas the Fight Before Christmas», que dura 44 minutos y se lanzó en DVD el 7 de octubre de 2003, antes de su debut en Cartoon Network el 12 de diciembre de ese año. En él, las Powerpuff Girls van al Polo Norte para conocer a Santa Claus y remediar el sabotaje cometido por Princess Morbucks en Nochebuena (cambiar la lista de «niños buenos» por la de «niños traviesos»), con lo que pretende arruinar la Navidad de todos los niños del mundo.

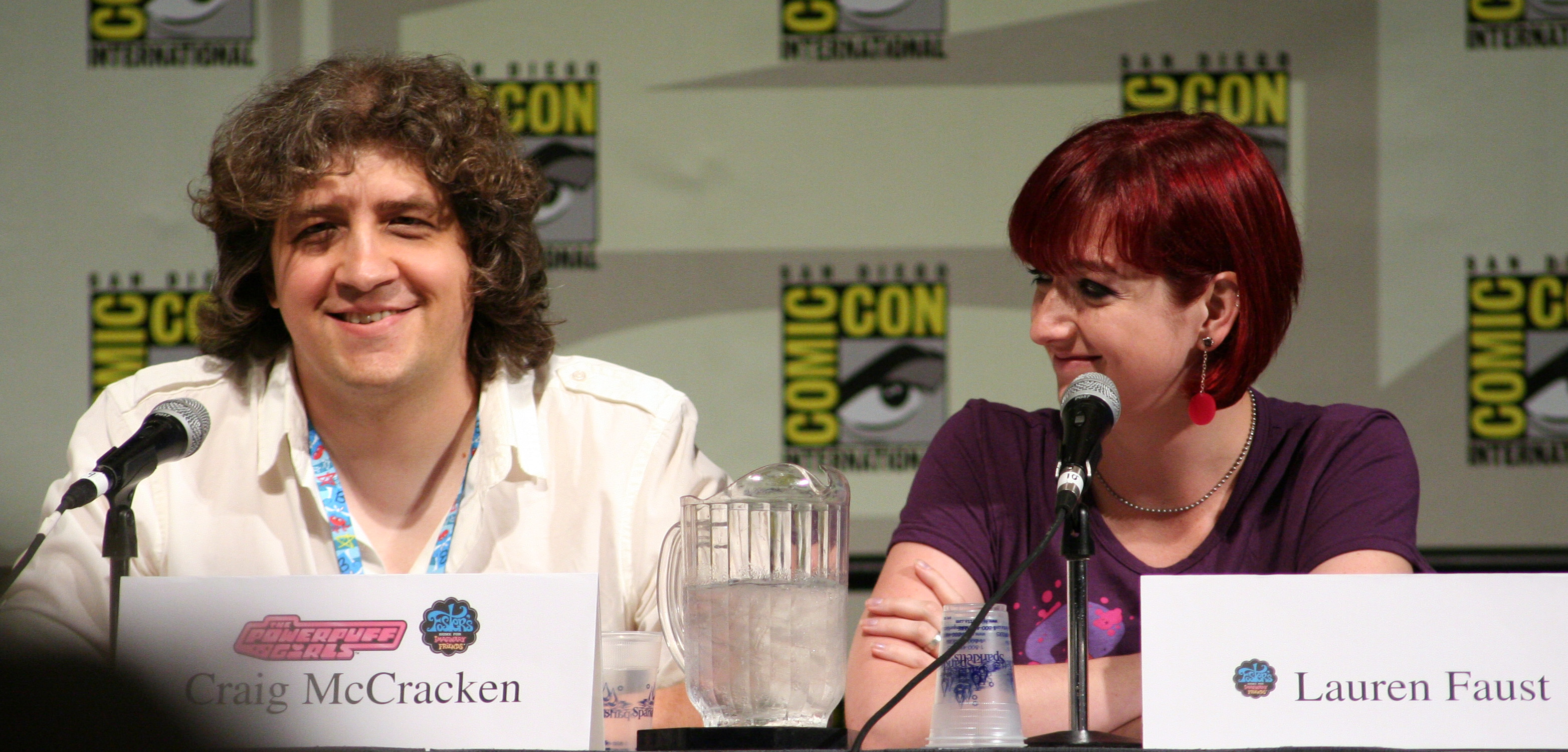
Craig McCracken y su esposa Lauren Faust en la San Diego Comic-Con de 2008.

Craig McCracken anunció el siguiente especial durante la Comic-Con de San Diego de 2008 y a través de su cuenta de DeviantArt. Titulado «The Powerpuff Girls Rule!!!», se estrenó en Estados Unidos el 19 de enero de 2009, durante la conmemoración del décimo aniversario de la serie. A diferencia de todos los episodios anteriores, este se realizó con el programa de modelado en 2D Adobe Flash, cuyo empleo solía ser menos costoso que el proceso de animación convencional, pues permitía que el trabajo se efectuara casi enteramente en un mismo estudio. Eric Pringle, director de arte, estudió la primera temporada para replicar el estilo que Rough Draft estandarizó en Corea del Sur, con el beneficio de reutilizar un mismo dibujo (fuese una articulación o la silueta general de un personaje) y así agilizar el proceso de producción. La trama muestra a las Powerpuff Girls teniendo desacuerdos en su manejo del poder al ostentar la llave del mundo por un día, mientras que Mojo Jojo experimenta una breve redención. Parcialmente inspirado en Whoopass A Go-Go (uno de los cortos planeados de Whoopass Stew!), el especial era el final que McCracken había planeado para la serie, pero Cartoon Network prefería que sus ficciones se mantuvieran abiertas a posibles continuaciones.
Cartoon Network Studios y Passion Pictures produjeron el tercer especial, «Dance Pantsed», estrenado el 20 de enero de 2014. Su animación se logró con imágenes generadas por computadora y presentó una reestilización del diseño general de la serie, con Kevin Dart como director de arte. Lo dirigió David Smith, quien desempeñó distintos cargos durante las primeras tres temporadas del programa, y nuevamente se contó con el reparto de voces original. No obstante, McCracken no estuvo involucrado en esta ocasión. La trama progresa desde que Mojo Jojo secuestra a un trío de celebridades que están de visita en Townsville, crimen que es frustrado por las Powerpuff Girls. Resentido, el villano desarrolla el videojuego Dance Pants R-EVILution, con el que pone a las protagonistas bajo su dominio. El ex-Beatle Ringo Starr promocionó el especial con una canción titulada «I Wish I Was a Powerpuff Girl» y le brindó su voz al personaje de Fibonacci Sequins, un extravagante genio matemático.

## Lanzamientos domésticos
Entre 2000 y 2001, Warner Home Video publicó varias colecciones en DVD y VHS que contenían episodios emitidos durante los primeros dos años de la serie, tales como «Twisted Sister», «Boogie Frights», «Powerpuff Bluff» y «Down 'n' Dirty». La primera temporada se editó por completo en 2007, con el título The Complete First Season, y se incluyeron contenidos extra como los episodios piloto y el cortometraje Whoopass Stew!. McCracken se involucró en este lanzamiento y escogió materiales que pudieran satisfacer a los «verdaderos fanes» que habían crecido desde la emisión original.
La caja recopilatoria de la serie entera, designada como 10th Anniversary Collection («Colección de décimo aniversario»), contenía doce DVD repartidos en seis estuches y fue publicada en enero de 2009 (y nuevamente en mayo de 2024, con un empaque ligeramente diferente). El material adicional incluye los videoclips de «Signal in the Sky (Let's Go)» y «Buttercup (I'm a Super Girl)», del álbum Heroes & Villains, y el documental de 34 minutos The Powerpuff Girls: Who, What, When, Where, Why, How... Who Cares?, que cuenta la historia del programa mediante entrevistas a su equipo de producción con el estilo narrativo de un episodio usual. Para el vigésimo aniversario, celebrado en 2018, Madman Entertainment relanzó las seis temporadas en DVD con formato recopilatorio de edición limitada.

## Reparto y doblaje
Dado que las voces se grababan antes de animar los episodios, los actores eran fundamentales para determinar el ritmo de las escenas: «Lo que les toma decir una palabra y las distintas inflexiones que le ponen a sus lecturas definen lo que haces en la animación», explicó McCracken. Cathy Cavadini, Tara Strong y Elizabeth Daily son las voces de las Powerpuff Girls: Blossom, Bubbles y Buttercup (respectivamente), quienes están entre sus personajes más célebres. «Bubbles fue probablemente la más complicada de encontrar», contó McCracken; «Muchos actores hacen la voz de niña linda, pero puede volverse realmente empalagoso y repugnarte [...] Luego encontramos a Tara y estuvo perfecta [...] incluso cuando trata de hacerse la dura, sigue siendo linda». Roger L. Jackson interpretó a Mojo Jojo; según McCracken, el habla de este villano —con un marcado acento y prolongadas redundancias— no está basado en algún estereotipo étnico: «Dijimos “haz una voz oscura y amenazante”, y el actor de voz que estaba audicionando pensó en esto, y fue como: “¡Oh, ese es!”».
Tom Kenny asumió dos papeles principales: el alcalde y el narrador de Townsville; entre sus otros personajes están Snake y Arturo de The Gangreen Gang, Mitch Mitchelson y Rainbow, el payaso. También cabe notar que McCracken fue el narrador del cortometraje Whoopass Stew! antes de que el concepto diera el salto a la televisión. Tom Kane le proveyó voz al profesor Utonium, Him, al perro parlante y numerosos roles masculinos; Jennifer Hale actuó a la maestra Keane, Sedusa, Princess Morbucks y otras mujeres de Townsville; Jeff Bennett hacía lo mismo con Ace, Big Billy, Grubber y otros papeles pequeños; Chuck McCann asumía a los tres chicos ameba: Bossman, Junior y Slim; Jennifer Martin interpretaba a Sara Bellum y múltiples roles femeninos de poca importancia, y Jim Cummings a Fuzzy Lumpkins u otros habitantes de Townsville.
El doblaje en español se realizó en dos versiones localizadas: una para Hispanoamérica, donde The Powerpuff Girls es conocida como Las chicas superpoderosas —aunque en un principio se llamaba Las chicas coquetas—, y otra para España, con el título Las supernenas. Ambas difieren en cuanto a traducción o modificación de la versión original: en Hispanoamérica, por ejemplo, la ciudad de Townsville —nombre en que el sufijo ville tiene un significado parecido a town/pueblo— pasó a llamarse Saltadilla, mientras que los ingredientes para la «niña perfecta» («sugar, spice and everything nice») están designados como «azúcar, flores y muchos colores». Versiones como la de Italia (Le Superchicche), Francia (Les Supers Nanas) y Polonia (Atomówki) también tienen diferencias con la original.
Jacques Barreau de Warner Bros. mencionó que encontrar el reparto para el doblaje fue más difícil en España, ya que muchas actrices de ahí no lograban alcanzar los tonos agudos sin que algún tipo de desgaste en la voz les hiciera sonar mayores, algo que no fue problema en México. En España, las Powerpuff Girls se llaman Pétalo, Burbuja y Cactus, y fueron interpretadas por Marta Ullod, Berta Cortés y Joël Mulachs (respectivamente), mientras que Javier Viñas ejercía como director de doblaje en los estudios Movie Movie de Barcelona. En Hispanoamérica, las pequeñas son conocidas como Bombón, Burbuja y Bellota; de modo respectivo, Cristina Hernández, Maggie Vera y Rossy Aguirre son sus actrices, por lo que son reconocidas a lo largo de la región. Esta versión se grabó en los estudios Suite Sync de la Ciudad de México.

## Franquicia
The Powerpuff Girls constituye una marca registrada de The Cartoon Network, Inc. (que a su vez pertenece al conglomerado de Warner Bros. Discovery) y sus aplicaciones se extienden por distintas áreas de la mercadotecnia. Por ejemplo, Trendmasters produjo juguetes para niñas de seis a once años desde 1999, con ayuda inicial de McCracken y Tartakovsky en el aspecto creativo. En 2001, la Licensing Industry Merchandisers' Association la nombró «licencia del año», mientras que Warner Bros. Consumer Products la consideró su marca insigne, por encima de propiedades como Harry Potter y Scooby-Doo. El éxito de los productos fue motivo para lanzar The Powerpuff Girls Movie en cines a mediados de 2002, aunque los resultados en taquilla fueron insatisfactorios. Según la revista Playthings, el atractivo comercial de la serie incidía mayormente en niñas, adolescentes y adultas, pese al vasto porcentaje de televidentes masculinos. Por el contrario, un directivo de Trendmasters aseveró que estas mercancías también atraían a hombres, aunque el estilo era distintivamente femenino. Más todavía, en 2014 se reportó que las ganancias generadas por la franquicia sumaban 2.5 mil millones USD.
The Powerpuff Girls también cuenta con series derivadas, incluyendo el reinicio o reboot de 2016 y el piloto de la cancelada adaptación a imagen real de 2020 (véase a detalle en las secciones subsiguientes). Warner Bros. celebró el 25.º aniversario del programa en 2023 con una nueva ola de productos destinados a distintas regiones del mundo, hecha posible mediante asociaciones con numerosas marcas minoristas.
Mar Carmena, del periódico español El País, señaló que las Powerpuff Girls han gozado de iconicidad en la cultura pop durante muchos años, pues «en la moda —tanto en la alta costura como en las tiendas low cost—, el reclamo de los iconos culturales populares de la ficción han sido una constante». Joy Van Fuqua, profesora asistente de la Universidad Tulane, disertó el impacto de la serie y su papel en la cultura del consumo en conjunto con el fenómeno del girl power, observando que las niñas eran representadas como consumidoras preferidas:

Los mensajes de The Powerpuff Girls representan una visión contradictoria del girl power. Por un lado, el mensaje principal del programa cuestiona las asunciones estructurantes sobre la naturaleza de la niñez. Por otro lado, los intertextos comerciales reubican ciertas actividades, a saber, las compras y el consumismo, como actividades exclusivamente femeninas. Mientras que Blossom, Bubbles y Buttercup evitan los placeres aparentes de los centros comerciales en favor de cosechar los frutos de “salvar el mundo antes de la hora de dormir”, los intertextos comerciales todavía enfatizan que lo que mejor hacen las chicas es comprar.

### Productos

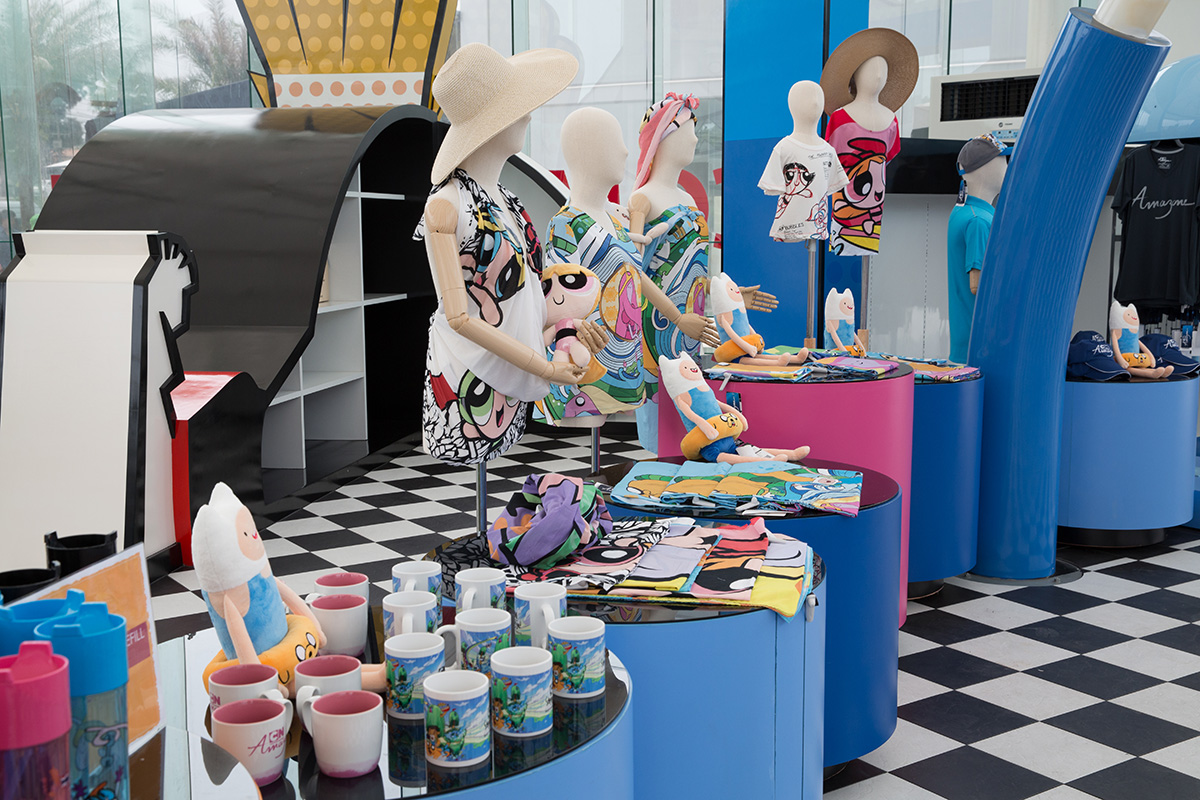
Mercancías de The Powerpuff Girls en una tienda de Cartoon Network en Tailandia.

The Powerpuff Girls se convirtió en el primer éxito en márquetin de Cartoon Network. Bob Bryant, el entonces vicepresidente de comercio del canal, mencionó en 1999 que la serie «probablemente ha salido al mercado más rápido que casi cualquier otra propiedad animada hecha para la televisión». Tiempo después, añadió que la vasta comercialización era el resultado de la demanda de productos que surgió a medida que el programa se volvía más popular. Por ejemplo, se licenciaron mercancías como ropa, sábanas, libretas, llaveros, juguetes, loncheras y mochilas. La franquicia también tuvo un auge en internet, donde abundaban las visitas a portales temáticos, tanto oficiales como mantenidos por aficionados. Las Powerpuff Girls adornaron la parte frontal de las tiendas de Warner Bros. y estuvieron entre los disfrazes más buscados en la temporada de Halloween de 1999. Además, la compañía Delta Express presentó en 2000 un avión Boeing 737-232 que tenía la imagen de las tres niñas pintadas en el exterior; emprendió su vuelo inaugural el 17 de junio de ese año, en Boston (Massachusetts), y trazó su ruta por veintiún ciudades de Estados Unidos. La variedad de mercancías era tan extensa en 2002 que, según Janan Sheria de Dayton Daily News, incluso las personas sin televisión por cable podían reconocer a las Powerpuff Girls.

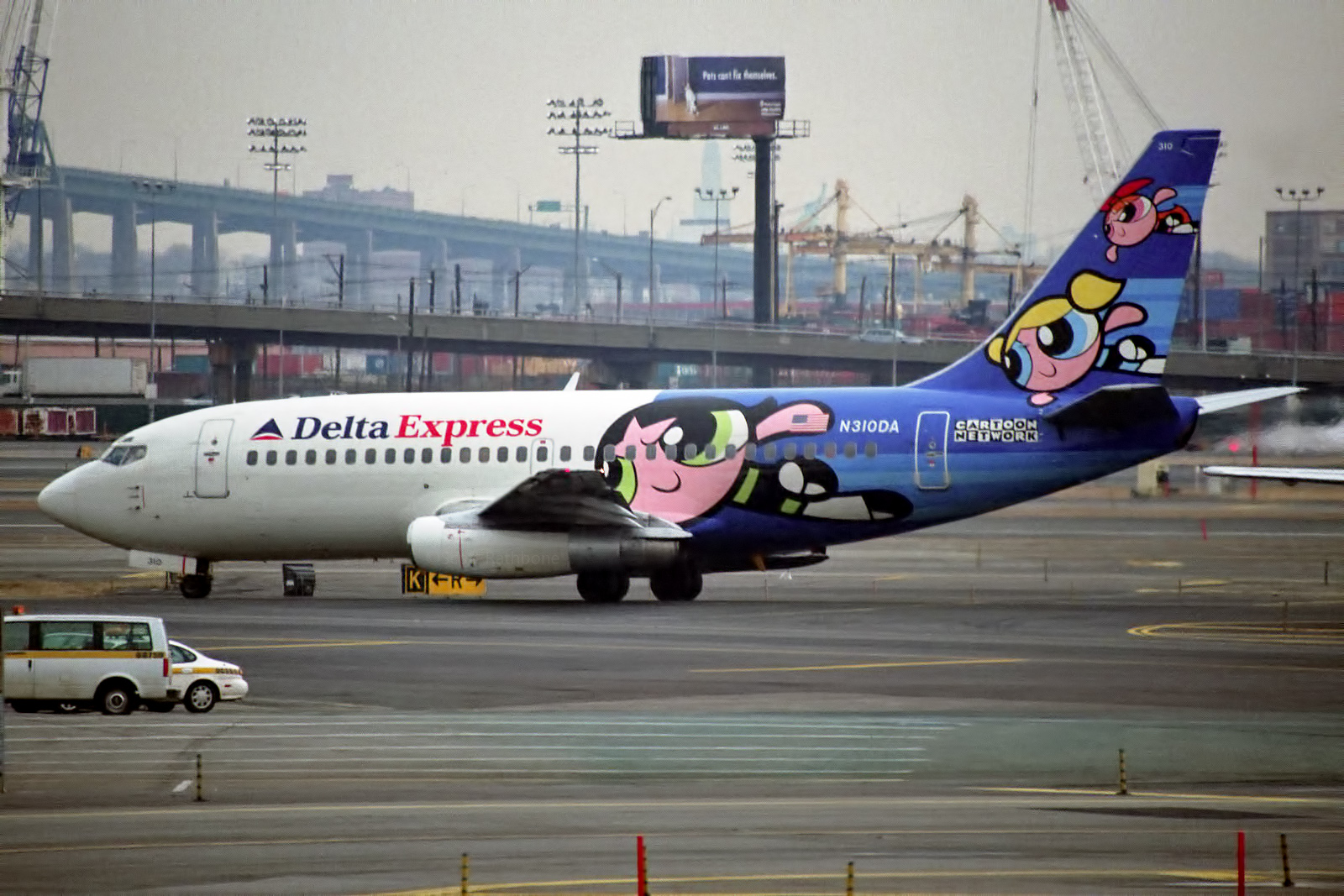
Avión Boeing 737-232 de la aerolínea Delta Express con la imagen de Blossom, Bubbles y Buttercup.

El éxito comercial de la serie inspiró el episodio «Collect Her» (1999), en el que un personaje llamado Lenny Baxter colecciona todo lo relacionado con las Powerpuff Girls hasta poseer cada producto alguna vez creado, por lo que decide capturar a las verdaderas. Para esta historia, el equipo creativo ideó todo tipo de artículos absurdos, de modo que el resultado en pantalla no se sintiese como un comercial de mercancías existentes. Aun así, se produjeron algunos ejemplares, incluida una gofrera con la imagen de las tres niñas. McCracken afirmó en 2001 que el éxito de la franquicia no alteraba el enfoque de la producción: «Todavía intentamos crear episodios de la misma manera en que siempre lo hemos hecho... [con base] en lo que queremos hacer y lo que nos gustaría ver».
En 2004, la franquicia se renovó «al estilo Holly Golightly» y presentó a unas Powerpuff Girls más maduras y dedicadas a actividades consumistas. La campaña, bautizada como «Don't Just Dream», buscó extenderse hasta el año siguiente y contó con varios segmentos animados que rotaban en Cartoon Network. La serie también se convirtió en el tema de su propia revista, The Powerpuff Girls Powerzine, y fue parte de promociones con Kellogg's, Burger King, Hasbro, McDonald's, Subway y NASCAR. Novelizaciones de los episodios, álbumes ilustrados y otros libros infantiles corrieron por cuenta de la editorial Scholastic, mientras que Artbox Entertainment produjo la serie de cartas coleccionables. De 2000 a 2006, DC Comics publicó setenta historietas centradas en las Powerpuff Girls, además de incluir sus aventuras en el cómic antológico Cartoon Network Block Party, donde compartían espacio con otras propiedades famosas de Cartoon Network. Desde entonces, IDW Publising y Dynamite Comics han serializado más historietas con diferentes líneas argumentales (entre ellas, Second Chances de 2013, Powerpuff Girls Super Smash-Up! de 2015 y The Powerpuff Girls de 2024). McCracken también contribuyó a esta variedad de productos impresos al ilustrar un pequeño libro en 1999 para la línea Little Golden Books, titulado Big, Terrible Trouble?, cuya portada mostraba a las tres heroínas dejando el ayuntamiento de Townsville.

### Película
The Powerpuff Girls Movie, producida por Cartoon Network Studios y distribuida por Warner Bros. Pictures, se estrenó en Estados Unidos el 3 de julio de 2002. En esencia, es la precuela cinematográfica que profundiza en cómo las Powerpuff Girls se convirtieron en superheroínas al enfrentarse a Mojo Jojo por primera vez. McCracken ejerció como director e ideó el argumento junto con los artistas Charlie Bean, Lauren Faust, Paul Rudish y Don Shank. Según él, el resultado es un híbrido de dos historias: una que era «puramente un espectáculo de acción» y otra más «sutil» que ponía mayor énfasis en los personajes. Aunque se trata de una precuela, prefirió no explicar elementos de ciencia ficción como el «químico X», pues quería mantener el sentido fantástico que caracteriza al origen de las protagonistas. Durante la producción, su jefe lo impulsó a abarcar un público mayor de veinte años, razón del tono más serio y oscuro que el de las aventuras televisivas.
El sitio web Rotten Tomatoes recopila 103 reseñas sobre la película y señala que un 63 % de los críticos le ha dado su aprobación. El veredicto editorial afirma: «Se desarrolla como un episodio extendido, pero aun así, The Powerpuff Girls Movie es muy divertida». También hubo cierta controversia por la inclusión de «aterradoras imágenes de destrucción, violencia y crueldad animal», por lo que fue clasificada con PG, que advierte «constante acción frenética» y sugiere la supervisión parental. Recaudó un total de dieciséis millones USD en la taquilla internacional, en contraste con su presupuesto de once millones y una mayor expectativa de ganancias. Brandon Gray, del sitio web Box Office Mojo, achacó parte de este bajo desempeño a la falta de salas de cine que exhibieran la película en horarios más acordes a los fanes de mayor edad. Su promoción también fue limitada, en comparación con otras cintas animadas que se estrenaron alrededor de ese tiempo. En retrospectiva, McCracken comentó: «Los niños no vinieron [...] muchos varones que eran fanes [del programa] no querían decírselo a la gente y no compraron boletos. Hay cierta seguridad en ver Powerpuff desde casa si eres un chico».

### Anime
Cartoon Network Japón, Aniplex y Toei Animation adaptaron la serie a un anime de 52 episodios, titulado Demashita! Powerpuff Girls Z (出ましたっ!パワパフガールズZ Demashita! Pawapafu Gāruzu Zetto?). En entrevista para el programa radial Talk of the Nation, McCracken explicó su poca relación con esta versión: «Dije, “mientras no cambies la esencia principal, siéntete libre de reimaginarlo en la manera que consideres adecuada para tu mercado” [...] Una vez que completamos el desarrollo principal, simplemente les di mi bendición y dije “pueden ir a hacer el programa”. Así que realmente no estoy involucrado en su producción diaria, supervisando cosas o brindando mis comentarios. Solo estuve allí durante la concepción inicial». Tal reinterpretación, perteneciente al subgénero mahō shōjo o «chica mágica», se emitió en TV Tokyo desde julio de 2006 hasta junio de 2007 y diverge de la versión original en términos de estilo, argumento y caracterización de personajes. De acuerdo con un artículo escrito por Geoffrey A. Fowler y Amy Chozick para The Wall Street Journal, «ya que a los niños japoneses les gusta vestirse como sus personajes favoritos, las chicas obtuvieron atuendos más realistas, minifaldas, chalecos combinados y cinturones apretados».
El anime se centra en la vida de Momoko Akatsutsumi (Hyper Blossom), Miyako Gotokuji (Rolling Bubbles) y Kaoru Matsubara (Powered Buttercup), tres estudiantes de secundaria que desarrollaron superpoderes al ser afectadas por el llamado «químico Z». También incluye a los villanos habituales de la versión estadounidense y personajes originales como Ken —hijo del profesor Utonium— y su perro robot, Peach. Fowler y Chozick añaden en su artículo: «Los ejecutivos de Cartoon Network pronto se dieron cuenta de que las tramas renovadas y los atuendos reducidos no solo atraían a las jóvenes, sino que también ampliaban la audiencia para incluir a hombres adultos obsesionados con la animación, conocidos en Japón como otakus o geeks, quienes también eran fanes de la original». Lo mismo dio paso a la producción de distintos productos relacionados. Entre 2006 y 2007, la editorial japonesa Shūeisha serializó una adaptación al manga de este anime, ilustrada por Shiho Komiyuno para la revista Ribon.

### Álbumes
El sello discográfico Rhino publicó tres álbumes con música original de la serie en formato de cedé, casete y vinilo. Estos son:
- Heroes & Villains: Music Inspired by The Powerpuff Girls (2000): con catorce temas, este álbum llegó a la cima del listado Top Kid Audio de Billboard y permaneció ahí durante siete semanas consecutivas.[243] También encabezó el «top 75» de la revista CMJ New Music Monthly, de acuerdo con datos recopilados de quinientas radiodifusoras comerciales e independientes dirigidas a audiencias de edad universitaria.[244][245] Incluye a cantantes y grupos de música alternativa, como The Apples in Stereo, Devo, Black Francis, Shonen Knife y Cornelius, cuyas composiciones solían inspirar a Craig McCracken.[28][246] Obtuvo reseñas favorables en medios como Allmusic, Pitchfork Media, Rolling Stone y The New York Times, especialmente por su sonido orientado al pop y rock «indie».[28][247][248][249]

- The City of Soundsville: Music from The Powerpuff Girls (2001): en este, James L. Venable y Thomas Chase exploraron los géneros dance y techno.[250] Consta de diecisiete temas (tanto remezclas como instrumentales) que representan lugares y personajes de la serie, como la ciudad de Townsville o el villano Boogie Man.[250] Heather Phares, reseñadora de Allmusic, lo calificó como «un deleite absoluto» y «uno de los álbumes infantiles más geniales en memoria reciente».[250] Figuró en el puesto 113 del listado de éxitos Radio 200 que elaboraba la revista CMJ.[251]

- The Powerpuff Girls: Power Pop (2003): contiene trece temas e ingresó al puesto quince de la tabla Top Kid Audio de Billboard.[252] A diferencia de los álbumes anteriores, se enfoca más en el pop para adolescentes y no contó con una edición en vinilo.[242][253] Por el cambio de estilo, Phares lo calificó como «una gran decepción», pero redimió pistas como «Chemical X» y «Super Secret City of Soundsville Song».[253] Mientras tanto, Jon Caramanica de Rolling Stone lo describió como un conjunto de música «tan superficial que hace que las Spice Girls suenen como ideólogas feministas».[254] Su lista de intérpretes incluye a Shonen Knife, Vitamin C, No Secrets, Cherish y Jennifer Ellison.[253]

A continuación, se enlistan las pistas de cada álbum:
| Heroes & Villains: Music Inspired by The Powerpuff Girls |                                                 |                                                                |          |  |
| N.º                                                      | Título                                          | Intérpretes                                                    | Duración |  |
| 1.                                                       | «The Powerpuff Girls (Main Theme)»              | James L. Venable, Thomas Chase y Stephen Rucker (compositores) | 1:16     |  |
| 2.                                                       | «Go! Monkey Go!»                                | Devo                                                           | 3:09     |  |
| 3.                                                       | «Pray for the Girls»                            | Black Francis (como Frank Black)                               | 3:53     |  |
| 4.                                                       | «Signal in the Sky (Let's Go)»                  | The Apples in Stereo                                           | 3:26     |  |
| 5.                                                       | «Walk & Chew Gum»                               | Optiganally Yours                                              | 3:23     |  |
| 6.                                                       | «Buttercup (I'm a Super Girl)»                  | Shonen Knife                                                   | 2:38     |  |
| 7.                                                       | «B.L.O.S.S.O.M.»                                | Komeda                                                         | 3:32     |  |
| 8.                                                       | «Bubbles»                                       | Dressy Bessy                                                   | 2:05     |  |
| 9.                                                       | «Fight the Power»                               | Bis                                                            | 3:38     |  |
| 10.                                                      | «Don't Look Down»                               | The Sugarplastic                                               | 4:31     |  |
| 11.                                                      | «The Fight»                                     | Cornelius                                                      | 1:53     |  |
| 12.                                                      | «Friends Win»                                   | The Bill Doss                                                  | 2:39     |  |
| 13.                                                      | «The Powerpuff Girls (End Theme)»               | Bis                                                            | 2:00     |  |
| 14.                                                      | «Love Makes The World Go 'Round» (pista oculta) | Marty & Elayne con John Andrews                                | 1:53     |  |
| 40:14                                                    |                                                 |                                                                |          |  |

| The City of Soundsville: Music from The Powerpuff Girls |                                         |                                |          |  |
| N.º                                                     | Título                                  | Compositores                   | Duración |  |
| 1.                                                      | «Main title»                            | James L. Venable, Thomas Chase | 2:39     |  |
| 2.                                                      | «Townsville»                            | Venable, Chase                 | 2:38     |  |
| 3.                                                      | «Mojo Jojo»                             | Venable, Chase                 | 3:05     |  |
| 4.                                                      | «Blossom»                               | Venable, Chase                 | 2:38     |  |
| 5.                                                      | «Gangreen Gang»                         | Venable, Chase                 | 2:10     |  |
| 6.                                                      | «Boogie Man»                            | Venable, Chase                 | 2:07     |  |
| 7.                                                      | «Pokey Oaks»                            | Venable, Chase                 | 1:58     |  |
| 8.                                                      | «Mayor»                                 | Venable, Chase                 | 1:31     |  |
| 9.                                                      | «Fuzzy Lumpkins»                        | Venable, Chase                 | 3:00     |  |
| 10.                                                     | «Buttercup»                             | Venable, Chase                 | 3:01     |  |
| 11.                                                     | «Amoeba Boys»                           | Venable, Chase                 | 1:58     |  |
| 12.                                                     | «Professor»                             | Venable, Chase                 | 1:53     |  |
| 13.                                                     | «Princess»                              | Venable, Chase                 | 1:30     |  |
| 14.                                                     | «Him»                                   | Venable, Chase                 | 1:43     |  |
| 15.                                                     | «Bubbles»                               | Venable, Chase                 | 2:35     |  |
| 16.                                                     | «Hearts and Stars»                      | Venable, Chase                 | 2:00     |  |
| 17.                                                     | «Super Secret City of Soundsville Song» | Venable, Chase                 | 4:10     |  |
| 40:36                                                   |                                         |                                |          |  |

| The Powerpuff Girls: Power Pop |                                         |                  |          |  |
| N.º                            | Título                                  | Intérpretes      | Duración |  |
| 1.                             | «That's What Girls Do»                  | No Secrets       | 3:10     |  |
| 2.                             | «Power of the Female»                   | Cherish          | 3:29     |  |
| 3.                             | «Rocket Candy»                          | Leslie Mills     | 2:46     |  |
| 4.                             | «What Do You Do»                        | Troys            | 3:11     |  |
| 5.                             | «Me and My Girls»                       | Cherish          | 4:07     |  |
| 6.                             | «All I Want»                            | Mis-Teeq         | 3:29     |  |
| 7.                             | «Chemical X»                            | Cherish          | 3:01     |  |
| 8.                             | «Special»                               | Vitamin C        | 4:44     |  |
| 9.                             | «Baby I Don't Care»                     | Jennifer Ellison | 3:36     |  |
| 10.                            | «Buttercup (I'm a Super Girl)»          | Shonen Knife     | 2:32     |  |
| 11.                            | «On Top of Your World»                  | Sahara Hotnights | 3:18     |  |
| 12.                            | «Super Secret City of Soundsville Song» | Ursula 1000      | 4:12     |  |
| 13.                            | «Powerpunk End Theme»                   | Bis              | 1:46     |  |
| 43:21                          |                                         |                  |          |  |

### Videojuegos
The Powerpuff Girls ha inspirado numerosos videojuegos que en su mayoría exploran el género de acción. Bad Mojo Jojo, salido al mercado el 14 de noviembre de 2000, sigue a Blossom mientras intenta vencer al villano del título. Este fue el primero de una trilogía distribuida por BAM! Entertainment para la consola portátil Game Boy Color, en la que cada Powerpuff Girl protagoniza su propia aventura. Ryan Mac del sitio web GameSpot lo calificó como «simple y aburrido», mientras que Craig Harris de IGN aseveró que su estilo «no es tan encantador como los dibujos simples del programa de televisión». La segunda entrega, The Powerpuff Girls: Paint the Townsville Green (lanzada el mismo mes), sigue a Buttercup mientras enfrenta a los integrantes de The Gangreen Gang, mientras que la tercera, The Powerpuff Girls: Battle HIM (publicada en febrero de 2001), se enfoca en Bubbles y su lucha contra el demonio Him. Dos videojuegos más se produjeron para la consola Game Boy Advance en 2002: The Powerpuff Girls: Mojo Jojo A-Go-Go y The Powerpuff Girls: HIM and Seek. Ambos presentan a las Powerpuff Girls en aventuras de desplazamiento lateral que atraviesan diferentes escenarios de Townsville.
The Powerpuff Girls: Chemical X-traction, publicado en 2001 para Nintendo 64 y PlayStation, se centra en la lucha del trío de heroínas contra varios adversarios que han comido una tarta alterada con «químico X». Mark Fujita emitió una crítica negativa para la versión de la segunda consola a través de IGN: describió sus gráficos tridimensionales como «muy malos» —añadió: «Cuando tienes una caricatura estilizada en 2D, ¿no tendría más sentido crear un juego en 2D?»— y le dio una calificación de dos estrellas sobre diez. Otros medios también expresaron descontento con su estética y jugabilidad. Su sucesor fue The Powerpuff Girls: Relish Rampage, publicado en 2002 para Nintendo GameCube y PlayStation 2. Esta entrega se ambienta en una Townsville tridimensional que las protagonistas deben recorrer para vencer a pepinillos malvados del espacio exterior. Recibió críticas mixtas en medios como IGN y las revistas PLAY y Official U.S. PlayStation Magazine.
También se produjeron videojuegos para computadora; entre ellos, Mojo Jojo Clone Zone, Princess Snorebucks, Mojo Jojo's Pet Project y The Powerpuff Girls: Gamesville (todos de 2002). Para teléfonos móviles con la plataforma Java ME, existen tres juegos: The Powerpuff Girls de Macrospace Games (2003), en el que se debe frustrar el plan malvado de Mojo Jojo y salvar al profesor Utonium; Powerpuff Girls Snowboarding de Glu Mobile (2005), que consiste en realizar acrobacias extremas para cumplir los objetivos establecidos, y Mojo Madness de GlobalFun (2009), donde hay que impedir que Mojo Jojo convierta a los habitantes de Townsville en simios. El último videojuego de la franquicia original se titula Defenders of Townsville y lo publicó Radian Games en marzo de 2014. Con versiones para computadora y teléfonos inteligentes, este permite alternar entre la imagen clásica de los personajes y el rediseño presentado en el especial «Dance Pantsed». Los personajes también figuran en los cruces Cartoon Network Racing (de 2006, para PlayStation 2), Cartoon Network Universe: FusionFall (de 2009, un videojuego multijugador en línea), Cartoon Network: Punch Time Explosion (de 2011, para Nintendo 3DS, Wii, PlayStation 3 y Xbox 360) y MultiVersus (de 2024, para PlayStation 4, PlayStation 5, Xbox One, Xbox Series X/S y PC). Cartoon Network Game On!, un universo de la plataforma Roblox, también presentó a Blossom, Bubbles y Buttercup en 2023.

### Reinicio
En 2014, Cartoon Network anunció que expandiría la franquicia de The Powerpuff Girls con una serie nueva. Pese a no contar con McCracken, quien entonces hacía la serie Wander Over Yonder para Disney, los planes se pusieron en marcha y el estreno se efectuó el 4 de abril de 2016. Las jóvenes actrices Amanda Leighton, Kristen Li y Natalie Palamides fueron seleccionadas como las nuevas voces de las Powerpuff Girls, mientras que algunos miembros del reparto original, como Tom Kenny y Jennifer Hale, retomaron sus papeles. Cathy Cavadini, Tara Strong y Elizabeth Daily expresaron tristeza a través de Twitter al no haber sido contratadas nuevamente, a lo que McCracken se sumó en demostración de apoyo. Esta versión también se inclinó hacia diseños más suaves y redondos, lo que el productor Nick Jennings consideró necesario para adaptarse a una audiencia nueva: «Agregamos bolitas en el cabello de Bubbles, un mechón de cabello detrás de la cabeza de Buttercup y cambiamos el tamaño del moño de Blossom». La diferencia más evidente en cuanto a narrativa es que las luchas contra monstruos son menos determinantes, ya que la mayoría de los conflictos derivan de situaciones normales.
Este reinicio o reboot fue objeto de críticas y controversias entre los fanes del programa original, debido a la diferente caracterización de los personajes, detalles en el rediseño —como eliminar las mamas de la maestra Keane— y la exclusión de roles femeninos como el de Sara Bellum. Si bien los primeros adelantos obtuvieron reseñas favorables, la recepción general juzgó a esta versión como inferior a su material de origen. Jessica Swarts del sitio web Inverse la calificó como «una caricatura mediocre» que «arruina la serie original de McCracken», mientras que Kevin Thompson de The A.V. Club lamentó el nuevo enfoque dado a la vida de las protagonistas y el uso de «viejos clichés» sobre «chicas adolescentes con problemas». Por razones similares, Allegra Frank de Polygon lo llamó «un paso hacia atrás, no hacia adelante», especialmente porque habían pasado dieciocho años desde la serie original. En contraste, Emily Ashby de Common Sense Media dijo que los personajes «se benefician de una animación más nítida», y Dave Trumbore de Collider aseguró que «vale la pena ver esta nueva versión de The Powerpuff Girls por sus propios méritos».

### En otras ficciones
McCracken comentó en 2001 que le molestaba un poco «la creencia errónea de que todos los personajes de dibujos animados viven en Toontown y se conocen entre sí». No obstante, The Powerpuff Girls presenta en su mundo a personajes de otras ficciones, y las cortinillas internacionales de Cartoon Network mostraban a todas sus propiedades coexistiendo en los mismos entornos. Además, fragmentos de un programa llamado Puppet Pals pueden verse tanto en Dexter's Laboratory como en PPG, aunque ambas ocurren en universos distintos. Los habitantes de Townsville también han aparecido o han sido referenciados en otras producciones del canal, tales como The Grim Adventures of Billy & Mandy, Samurai Jack o Chowder. Igualmente, el sketch «2 Broke Powerpuff Girls» (2012), del programa de comedia satírica Mad, es una parodia a 2 Broke Girls protagonizada por Blossom, Bubbles y Buttercup. Durante el período promocional del álbum The Now Now (2018), la banda virtual Gorillaz integró al villano Ace como reemplazo a Murdoc Niccals, uno de sus miembros originales. Damon Albarn, cocreador de la banda, declaró que Cartoon Network permitió el uso del personaje bajo la condición de que no se relacionara con «alcohol y prostitutas».

### Serie cancelada de imagen real
La revista digital Variety reportó en agosto de 2020 que Warner Bros. Television se había asociado con Berlanti Productions para desarrollar una serie de imagen real basada en The Powerpuff Girls para el canal The CW. Entre las personas implicadas en el proyecto estaban Heather Reigner y Diablo Cody como escritoras y productoras ejecutivas, y con la posterior orden de un episodio piloto se anunció que Chloe Bennet interpretaría a Blossom, Dove Cameron a Bubbles, Yana Perrault a Buttercup, Donald Faison al profesor Utonium y Nicholas Podany al hijo de Mojo Jojo. De acuerdo con el informe inicial, el argumento presentaría a las protagonistas como «veinteañeras desilusionadas» que lamentan haber perdido su infancia por dedicarse a combatir delincuentes. McCracken no se involucró en esta adaptación, pero declaró su gusto por las series de superhéroes de Berlanti y su interés por ver cómo modificaban el concepto original. Hasta mayo de 2022, el proyecto estaba aún en «cierta etapa de desarrollo», tras la salida de Bennet y la decisión de filmar un segundo piloto con un guion diferente. Sin embargo, su cancelación se hizo oficial el 18 de mayo de 2023, cuando The CW informó que había abandonado varios proyectos en desarrollo. Cody admitió en 2024 que hubo muchos problemas con la versión que escribió —cuyo título iba a ser Powerpuff—, y que el supuesto guion filtrado en Internet pudo haber sido uno de los muchos que había presentado. Mark Pedowitz, el entonces presidente de The CW, dijo que el piloto fue rechazado porque su tono rayaba demasiado en lo «campy».

### Versión en desarrollo
En julio de 2022, Deadline Hollywood anunció que McCracken será el creador, productor y director de otra versión animada que habrá de expandir el universo de la serie original, con Blossom, Bubbles y Buttercup enfrentando enemigos clásicos y nuevas amenazas. El proyecto, designado a Hanna-Barbera Studios Europe, empezó a desarrollarse a la par que una versión de Foster's Home for Imaginary Friends para audiencias preescolares. McCracken aclaró que el formato no estaba decidido aún, pues «desarrollo» implicaba que aún no había autorización para producir lo que tenía en mente.

## Recepción y análisis
The Powerpuff Girls ha sido exaltada por su concepto innovador, representación de los superhéroes y atractivo intergeneracional. En una reseña publicada por Entertainment Weekly en 2000, Marc Bernardin la elogió por su «incomparable sentido de la diversión» y «perspicaz enfoque en la cultura pop», y destacó la disparidad que crean las protagonistas con los «flojos» programas de héroes con los que creció. Peter Marks de The New York Times caracterizó el uso de humor adulto y alusiones culturales como «el tipo de sátira lúdica que puede atraer tanto a un espectador de 37 como a uno de 7». En The Atlantic, Lenika Cruz afirmó que la serie ha «sellado» su propio legado y «probó que no había fórmula única para la chica ideal» al mezclar «algo extraño, indefinible y misterioso con elementos más dulces». Spring-Serenity Duvall de la Universidad de Carolina del Sur la estimó como la franquicia que «provocó un nuevo género de programas centrados en el poder femenino», mismo que incluye a Totally Spies! (2001) y My Life as a Teenage Robot (2003). En 2002, la revista TV Guide colocó a las protagonistas en el decimotercer puesto de un listado sobre los cincuenta mejores personajes de caricatura, y el sitio web IGN posicionó al programa como cuadragésimo segundo en su lista de las cien mejores series animadas, con un comentario que dice: «[The Powerpuff Girls] estaba dirigida a un público más joven, pero era tan sobresaliente en su animación, humor y narración de historias que, a pesar de su público objetivo, los adultos también pudieron sumarse a la diversión». De modo similar, el equipo de Entertainment Weekly la calificó en 2012 como la mejor y «quizás la más icónica serie de Cartoon Network».
En el libro America Toons In: A History of Television Animation (2014), David Perlmutter la describe como «una de las series más excepcionales en la historia de la animación televisiva»:

Lo que fue aún más notable que el virtuosismo técnico de la serie era el hecho de que su tono era decididamente feminista. Al poner [tres] niñas por delante como sus superhéroes, McCracken estaba desafiando fundamentalmente la estructura ancestral de este género mediático, que durante mucho tiempo había sido de naturaleza corrosivamente masculina. Su heroico trío, además de luchar contra una aparentemente interminable variedad de villanos formidables, a menudo se veían obligadas a confrontar el sexismo del mundo en general con respecto a cómo se supone que las niñas y mujeres jóvenes “deben” actuar en modales, vestimenta y habla. El conflicto entre sus géneros y las intenciones e ideales estereotipados de su “profesión” dio lugar tanto a la comedia pícara como al drama. Pero, de alguna manera, siempre lograban llegar y “salvar el día” ante un coro sorprendentemente diverso de fanáticos [...] Las Powerpuff Girls no solo salvaron al mundo de la maldad, sino que además lo volvieron seguro para que las niñas creyeran que también poseían capacidad de heroísmo.

Los reseñadores también han notado el grado de violencia física presente en los episodios y en The Powerpuff Girls Movie. Basado en esto, Robert Lloyd de Los Angeles Times mencionó que la serie puede ser «transgresiva» y mostrar daños colaterales, pero también la calificó como «linda». Joly Herman de Common Sense Media advirtió a los padres sobre este exceso y dijo que algunos villanos son «aterradores de mirar». El escritor James Garbarino, en uno de los libros que expone sus estudios del comportamiento infantil, trajo a colación el episodio «Bubblevicious» (1999), en el que Blossom y Buttercup felicitan a Bubbles por tener un arrebato de furia al querer ganar respeto como heroína, lo que juzgó como un potencial incentivo para los niños a tomar acciones similares. David Beers comentó algo similar en una editorial del diario Vancouver Sun, tras notar que su hija, además de disfrutar la serie, vivía situaciones en el patio de recreo que emulaban lo ocurrido en los episodios. Evie Kendal de la Universidad de Monash reconoció que el programa es «extremadamente violento», pero manifestó desacuerdo con que las Powerpuff Girls «sean vistas como responsables del colapso de la sociedad civilizada», y calificó las críticas en contra de tanta violencia como reduccionistas, «ya que no reconocen lo que esto logra para la narrativa». De modo similar, Megan Rosenfeld de The Washington Post defendió que los malhechores no siempre son aprehendidos con agresión: «A veces, la astucia y el ingenio ejercen un papel importante».

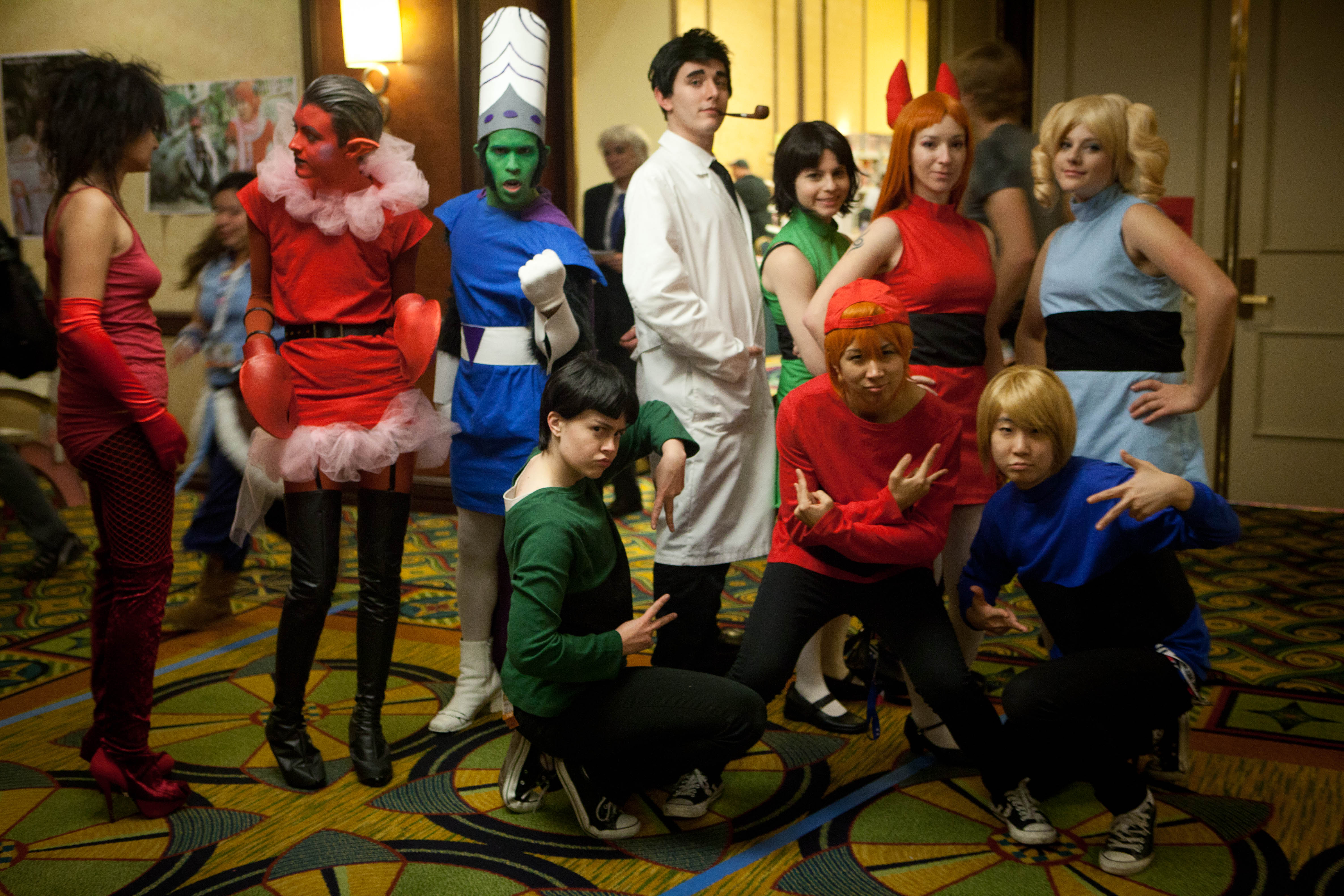
Grupo de personas representando a los personajes de la serie. Desde la derecha, fila trasera: Sedusa, Him, Mojo Jojo, el profesor Utonium, Buttercup, Blossom y Bubbles. Trío delantero: los Rowdyruff Boys (Butch, Brick y Boomer).

Si bien afirmó no haberlas creado con un propósito semejante, Craig McCracken se declaró consciente de que sus tres protagonistas pronto fueron adoptadas como íconos de la tercera ola del feminismo. La idea del empoderamiento femenino a menudo se veía reflejada en mercancías de la serie, con consignas como «Girls Rule!» («¡Las chicas mandan!») y «Girl Power» («Poder femenino»). No obstante, también ha habido inconformidad en torno a esta supuesta faceta del programa. En el medio HuffPost, Lauren Duca dijo que las Powerpuff Girls fueron «una refrescante iteración de superheroísmo a finales de los años 1990 e inicios de los 2000», y que «en lugar de estar clasificadas con el dualismo rudo versus sexi, con el que la mayoría de las otras heroínas están categorizadas, representan un cambio de paradigma en nuestra comprensión de cómo se puede presentar el poder femenino». Donna L. Potts de la Universidad Estatal de Kansas opinó que la serie «refuerza la noción de que las niñas, al igual que los niños, son capaces de mostrar fuerza y personalidades asertivas», a la vez que «desafía la idea de que cualidades estereotípicamente femeninas, como la dulzura y la inocencia, no pueden coexistir con la rudeza». Amy Roberts del portal Bustle dijo que también enseña las distintas maneras en que se pueden resolver los problemas cotidianos, sea «con inteligencia, espíritu de lucha o encanto natural», y que además «presenta la identidad femenina como una característica positiva y fluida que no puede definirse mediante un solo conjunto de rasgos ni etiquetas rígidas y anticuadas». Por su lado, Márgara Averbach de la Universidad de Buenos Aires emitió opiniones desfavorables: «La serie sigue expresando ideas patriarcales sobre la mujer y su relación (o falta de relación) con el poder. Incluso la imagen de las niñitas, excepto en momentos de peligro o de rabia, las representa como chicas [que] obedecen las leyes y regulaciones de los hombres a su alrededor». Para Sarah Shoen de la revista Vanity Fair, las Powerpuff Girls son «ejemplo de igualdad de género y heroísmo», mientras que la académica Rebecca Hains adujo que las repesentaciones de las niñas pueden ser «simultáneamente progresistas y regresivas» dependiendo del segmento, ya sea que haya una reapropiación de lo femenino en el contexto del girl power o se refuercen ideales patriarcales.
Los personajes también han sido objeto de análisis por su retrato particular y lo que quizás representan. El villano Him, con su indumentaria «generalmente atribuida al género femenino» (lápiz labial, botas de tacón, vestido de lana) y «lenguaje corporal alegre y extravagante», ha sido catalogado como una identidad queer. Kendal definió a Sara Bellum como un «objeto sexual femenino en la serie», aunque su nombre (parecido a cerebellum/cerebelo) «es un recordatorio constante de que no es solo una “bomba” pelirroja». Junto con la maestra Keane en «Equal Fights» (2001), Bellum le habla a las Powerpuff Girls acerca de la desigualdad de género y cómo pueden combatirla correctamente, tras verlas influenciadas por la retórica contra los hombres que predica la villana Femme Fatale. Este episodio ha sido examinado porque implementa un discurso inspirado en Susan B. Anthony y su lucha por los derechos civiles de la mujer, a la vez que alude temas como el sexismo, la injusticia y la desigualdad. Para Kendal, las Powerpuff Girls acogen los principios del girl power y una postura en pro de la sororidad al rechazar la mentalidad de Fatale, quien para Hains representa una caricatura ofensiva del feminismo radical y trae consigo una dicotomía problemática sobre el feminismo de segunda y tercera ola. Por otra parte, el rol de Bellum fue suprimido en el reinicio de 2016; el productor ejecutivo Nick Jennings lo atribuyó a que ella «no es del todo indicativo del tipo de mensaje que nosotros [Cartoon Network] queremos dar en estos tiempos». La decisión causó controversia, pues el personaje también es visto como una «presencia femenina definitoria» y «un ejemplo del poder e influencia que una mujer podría tener en el mundo».
El profesor Utonium juega con los roles de género tradicionales, siendo «esencialmente un padre soltero que a menudo cumple las tareas más “femeninas” en casa [con] delantal y guantes de cocina», como lo presenta Navira Trimansyah en la revista UTS Vertigo, o bien reserva sus inquietudes mientras actúa como «una madre preocupada [que guía] a las chicas a que hagan lo correcto», según Heather Havrilesky del sitio web Salon. Algunos autores proponen que las figuras malignas de la serie simbolizan a las minorías étnicas a través del antropomorfismo, como Mojo Jojo usando turbante y hablando con un «acento extranjero» similar al dialecto de las «culturas africanas, asiáticas y del Oriente Medio» (Ewan Kirkland, 2010), mientras que se «prioriza a una sociedad patriarcal blanca de clase media como dominante y normal» (Jalen Thompson, 2018). Averbach concordó en lo último y opinó que «el uso de los colores refleja una concepción conservadora [e incluso] racista» al escoger el negro para retratar el mal o la violencia: desde el «químico X» hasta Buttercup como «la niña morocha del trío [que es] violenta y siempre furiosa». Por su parte, Kendal resaltó que las representaciones cuestionables de este tipo no solo atañen a The Powerpuff Girls, sino que suponen una crítica común hacia producciones infantiles de décadas pasadas. Durante una entrevista a McCracken para el programa radial Fresh Air de NPR, la locutora le atribuyó un «falso acento de Europa Oriental» al mencionado villano; en respuesta, el creador afirmó que no hubo estereotipo alguno en su mente al momento de definir tal característica, sino que simplemente la consideró adecuada. Por su parte, Barry Koch, el exvicepresidente de Cartoon Network en América Latina, negó que Mojo Jojo sea un talibán.

## Premios y nominaciones
| Año  | Premiación             | Categoría                                                                    | Nominados | Resultado | Ref.            |
| ---- | ---------------------- | ---------------------------------------------------------------------------- | --- | --------- | --------------- |
| 1999 | Premios Annie          | Mejor diseño de producción en un programa animado                            | Craig Kellman (por «Uh Oh Dynamo») | Nominado  | [ 345 ]         |
| 1999 | Premios Annie          | Mejor dirección en un programa animado                                       | John McIntyre (por «Mommie Fearest») | Nominado  | [ 345 ]         |
| 1999 | Premios Annie          | Mejor actuación de voz en un programa animado                                | Tara Strong (como Bubbles) | Nominada  | [ 345 ]         |
| 1999 | Premios Primetime Emmy | Logro destacado en animación                                                 | Craig McCracken, John McIntyre, Amy Keating Rogers, Jason Butler Rote y Genndy Tartakovsky (por «Bubblevicious/The Bare Facts»)               | Nominados | [ 346 ]         |
| 2000 | Premios Annie          | Mejor guion en un programa animado                                           | Chris Savino (por «Dream Scheme») | Nominado  | [ 347 ]         |
| 2000 | Premios Primetime Emmy | Logro individual destacado en animación                                      | Don Shank (por «Twisted Sister/Cover Up») | Ganador   | [ 348 ]         |
| 2000 | Premios Primetime Emmy | Mejor programa animado (de una hora o menos)                                 | Robert Alvarez, Craig McCracken, John McIntyre, Randy Myers, Amy Keating Rogers, y Genndy Tartakovsky (por «Beat Your Greens/Down 'n' Dirty») | Nominados | [ 348 ] [ 349 ] |
| 2001 | Premios Annie          | Logro individual destacado en música para un programa animado                | James L. Venable, Thomas Chase y Steve Rucker (por «Meet the Beat Alls»)                                                                      | Ganadores | [ 350 ]         |
| 2001 | Premios Annie          | Mejor diseño de producción en un programa animado                            | Don Shank | Ganador   | [ 350 ]         |
| 2001 | Premios Primetime Emmy | Mejor programa animado (de una hora o menos)                                 | Robert Alvarez, Lauren Faust, Craig McCracken, John McIntyre, Amy Rogers y Genndy Tartakovsky (por «Moral Decay/Meet the Beat Alls»)          | Nominados | [ 348 ] [ 351 ] |
| 2001 | Kids' Choice Awards    | Caricatura favorita                                                          | The Powerpuff Girls | Nominada  | [ 352 ]         |
| 2002 | Premios Annie          | Mejor diseño de personajes en un programa animado                            | Paul Rudish (por «Members Only») | Nominado  | [ 353 ]         |
| 2003 | Premios Annie          | Mejor diseño de personajes en un programa animado                            | Andy Bialk (por «Save Mojo») | Nominado  | [ 354 ]         |
| 2004 | Premios Annie          | Diseño de personajes en un programa animado                                  | Chris Reccardi (por «West in Pieces») | Nominado  | [ 355 ]         |
| 2004 | Premios Primetime Emmy | Mejor programa animado (de una hora o más)                                   | Robert Alvarez, Lauren Faust y otros (por «'Twas the Fight Before Christmas»)                                                                 | Nominados | [ 356 ]         |
| 2005 | Premios Primetime Emmy | Logro individual destacado en animación                                      | Frank Gardner (por «West in Pieces») | Ganador   | [ 348 ]         |
| 2014 | Premios Primetime Emmy | Logro individual destacado en animación                                      | Cartoon Network Studios (por «Dance Pantsed»)                                                                                                 | Ganador   | [ 357 ]         |
| 2015 | Premios Annie          | Logro individual destacado en escritura en una producción animada            | Dave Tennant, David P. Smith, Chris Mitchell y Will Mata (por «Dance Pantsed»)                                                                | Nominados | [ 358 ]         |
| 2015 | Premios Annie          | Logro individual destacado en diseño de producción en una producción animada | Kevin Dart, Chris Turnham, Jasmin Lai y Elle Michalka (por «Dance Pantsed»)                                                                   | Nominados | [ 358 ]         |